# 미국 독립 전쟁 중의 영국 육군
미국 독립 전쟁 중의 영국 육군은 1775년 4월 19일부터 전쟁을 종식시킨 1783년 9월 3일 조약까지 북아메리카 동부, 카리브 제도 등지에서 8년간의 무력 분쟁에 참여했다. 영국은 처음에 13개 식민지의 미국 반군과 전쟁을 벌였으며 유럽 동맹국은 없었다. 이 전쟁은 미국 반군이 프랑스(1778년), 스페인(1779년), 네덜란드 공화국(1780년)과 동맹을 맺으면서 확대되었다.
1775년 6월, 오늘날 필라델피아의 독립기념관에 모인 제2차 대륙회의는 조지 워싱턴을 대륙육군의 총사령관으로 임명했다. 대륙회의는 애국자 민병대를 단일 군대로 통합하고 조직하여 워싱턴의 지휘 아래 두었고, 워싱턴은 영국 육군에 맞서 8년간의 전쟁을 이끌었다. 이듬해인 1776년 7월, 13개 식민지를 대표하는 제2차 대륙회의는 토머스 제퍼슨이 주로 작성한 상징적이고 역사적인 문서인 미국 독립선언을 만장일치로 채택했다. 이 문서는 조지 3세에게 보내는 것으로, 의회 대표들이 왜 그레이트브리튼 왕국으로부터 자유롭고 독립적이라고 선언했는지 명확히 설명했다. 독립선언의 채택은 13개 식민지의 독립 정신을 고취하고, 독립 전쟁을 공식화하며 확대하는 데 기여했다.
몇 년 동안 전쟁의 결과는 불확실하고 결정적이지 않았다. 그러나 1781년 10월 19일, 영국 육군은 요크타운 포위전에서 프랑스 해군의 지원을 받는 프랑스-미국 연합군에게 패배했고, 이는 영국이 북아메리카에서의 전쟁에서 승리할 수 없다고 결론 내리게 만들었다. 이로 인해 영국은 1783년에 체결된 파리 조약에서 북아메리카 동부의 13개 식민지를 포기해야 했으며, 비록 산발적인 전투는 몇 년 더 지속되었지만 사실상 전쟁이 끝났음을 알렸다.
미국 독립 전쟁이 시작될 무렵, 영국 육군은 7년 전쟁 이후 10년 동안 평화 시의 지출 부족과 비효율적인 모병으로 고통받던 자원병 부대였다. 1776년에 이러한 부족을 상쇄하기 위해 영국 왕실은 급히 독일 헤센 용병 부대를 고용했는데, 이들은 영국군의 전투 능력을 보충하고 전쟁이 끝날 때까지 정규 영국 부대와 함께 복무했다. 1778년에는 군대 규모를 늘리기 위해 잉글랜드와 스코틀랜드에서 제한적인 군대 징용이 도입되었지만, 이 관행은 인기가 없어 중단되었다가 2년 뒤인 1780년에 다시 도입되었다.
지속적인 전투로 인한 병력 손실, 프랑스 왕국이 결국 미국 독립을 위해 상당한 해군 및 육군 지원을 제공하기로 결정한 것, 그리고 1778년에 상당수의 영국군이 북아메리카에서 철수한 것이 모두 영국 육군이 궁극적으로 패배한 요인이었다. 1781년 요크타운에서 찰스 콘월리스가 이끄는 영국 육군은 항복을 강요당했고, 이는 휘그당이 의회 다수당을 장악하는 데 기여하여 북아메리카에서의 영국군 공세 작전이 종료되었다.

## 구조 및 모집

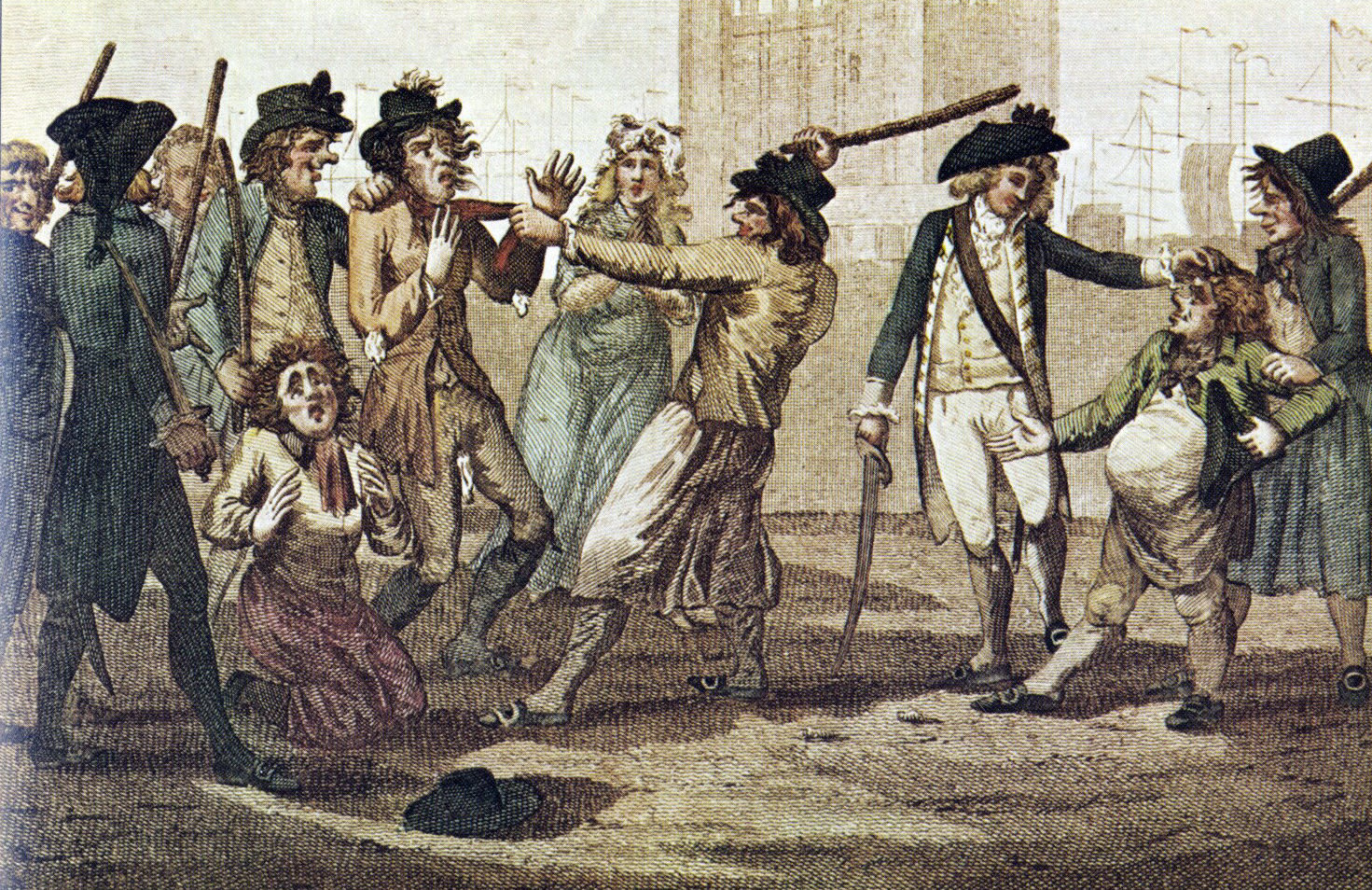
1780년 영국 삽화에 묘사된 영국 항구에서 활동하는 영국 육군의 프레스 갱단

영국은 7년 전쟁을 치르면서 막대한 국가 부채를 안았고, 이 기간 동안 군대의 정규 병력은 전례 없는 규모로 증가했다. 1763년 평화가 찾아오자 군대는 평시 국내 주둔군이 11,000명 이상으로 대폭 축소되었고, 아일랜드 주둔군 9,750명, 식민지 주둔군 10,000명이 추가되었다. 이는 20개 보병 연대가 총 11,000명 이상으로 영국에 주둔했고, 21개 연대가 아일랜드에, 18개 연대가 아메리카에, 7개 연대가 지브롤터에 주둔했음을 의미한다. 이와 함께 육군은 16개 기병 연대와 2,712명의 포병을 소집할 수 있었다. 이는 포병을 제외하고 이론상 46,000명 이상의 병력을 의미했다. 영국 정부는 이러한 병력이 아메리카에서의 반란을 진압하고 나머지 영토 방어에 대처하기에 부적절하다고 판단했다. 독일 국가들(주로 헤센-카셀과 브라운슈바이크)과 추가로 18,000명의 병력을 위한 조약이 협상되었고, 이 중 절반은 다른 전선에서 정규 영국군을 해방시키기 위해 주둔지에 배치되었다. 이 조치로 육군의 총 병력은 약 55,000명으로 늘어났다.
의회는 충분한 병력을 확보하는 데 만성적인 어려움을 겪었으며, 설정한 할당량을 채우는 것이 불가능하다는 것을 알게 되었다. 군대는 급여가 논란의 여지가 있는 문제 중 하나로 매우 비인기적인 직업이었다. 사병 보병은 하루에 단 8페니를 받았다. 이는 130년 전 신모범군 보병의 급여와 동일했다. 군대의 급여율은 상승하는 생활비를 충당하기에 불충분했으며, 잠재적인 신병을 유인하는 데 도움이 되지 않았다. 복무는 명목상 평생이었기 때문이었다.
자원 입대를 늘리기 위해 의회는 신병 한 명당 1파운드 10실링의 현상금을 제공했다. 전쟁이 길어지면서 의회는 병력 확보에 필사적이 되었다. 범죄자들은 법적 처벌을 피하기 위해 군 복무를 제안받았고, 탈영병들은 부대로 재합류하면 사면되었다.
본질적으로 "프레스 갱"에 의한 징병인 징용은 선호되는 모집 방식이었지만, 대중에게 인기가 없었으며, 많은 사람들이 정규 복무를 피하기 위해 지역 민병대에 입대하게 되었다. 그러한 징병을 시도했지만, 민병대 지휘관들의 불만을 많이 샀다. 해군과 육군의 징병대, 심지어는 경쟁하는 함선이나 연대들 사이에서도 자신들의 부대를 위한 신병을 확보하기 위해 빈번하게 싸움이 벌어졌다. 사람들은 징병을 피하기 위해 자해를 했고, 많은 이들은 첫 기회에 탈영했다. 징병된 사람들은 군사적으로 신뢰할 수 없었다. 그러한 병사들이 많은 연대들은 탈영을 어렵게 하기 위해 지브롤터나 서인도 제도와 같은 외딴 주둔지로 배치되었다.
새러토가에서의 손실과 프랑스, 스페인과의 적대 행위 발발 이후, 기존의 자원 입대 조치는 불충분하다고 판단되었다. 1775년부터 1781년까지 정규군은 48,000명에서 121,000명으로 증가했다. 1778년에 군대는 병력을 더욱 증강하기 위해 일부 비전통적인 모집 조치를 채택했으며, 개인 기부 시스템이 설립되어 약 12개의 새로운 연대가 15,000명의 병력을 개별 도시와 귀족에 의해 모집되었다.
같은 해, 정부는 영국과 스코틀랜드 일부 지역에서 엄격한 조건 하에 제한적인 형태의 징용을 허용하는 두 가지 모집법 중 첫 번째를 통과시켰지만, 이 조치는 인기가 없어 1780년 5월에 두 법 모두 폐지되어 육군에서의 징용은 영구적으로 중단되었다. 1778년과 1779년의 모집법은 또한 정규군 자원 입대에 대한 더 큰 인센티브를 제공했는데, 여기에는 3파운드의 현상금과 국가가 전쟁 중이 아니라면 3년 후 전역 자격이 포함되었다. 아일랜드와 영국에서 수천 명의 자원 민병대 대대가 본토 방어를 위해 모집되었고, 이들 중 가장 유능한 일부는 정규군에 편입되었다. 영국 정부는 범죄자와 채무자를 군대에 입대시키는 조건으로 감옥에서 석방하는 추가 조치를 취했다. 이 조기 석방 프로그램을 통해 세 개의 연대 전체가 모집되었다.
1778년 11월, 병력은 121,000명으로 설정되었는데, 이 중 24,000명은 외국인이며 40,000명의 편성 민병대가 포함되어 총 161,000명이었다. 이듬해에는 영국 병력 104,000명, 아일랜드 병력 23,000명, 헤센 병력 25,000명, 편성 민병대 42,000명으로 총 약 194,000명으로 증가했다.

### 지휘관

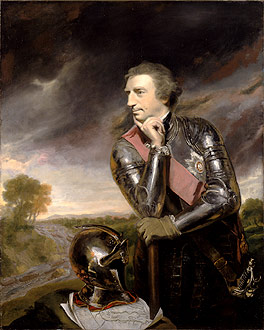
1778년부터 1782년까지 육군 총사령관이었던 제프리 애머스트 원수

인도 총사령관은 공식적으로 동인도 제도의 왕실군을 지휘했고, 북아메리카 총사령관은 아메리카의 왕실군을 지휘했다. 그러나 영국 육군은 공식적인 지휘 체계가 없었기 때문에 영국 지휘관들은 전쟁 중 자체적으로 작전을 수행하는 경우가 많았다. 육군 총사령관 직위는 1778년 제프리 애머스트가 맡을 때까지 공석이었으며, 그는 전쟁이 끝날 때까지 이 직위를 유지했다. 그러나 정부의 전략 자문에 대한 그의 역할은 제한적이었고, 애머스트는 주로 1779년의 위협적인 침략에 맞서 본토 병력을 조직하고 1780년에 발생한 심각한 반가톨릭 폭동을 진압하는 데 몰두했다.
영국군의 전쟁 수행 지휘는 궁극적으로 식민지 국무장관인 조지 저메인에게 돌아갔다. 그는 군대에서 공식적인 직위는 없었지만, 장군들을 임명하거나 해임하고, 보급품을 관리하며, 전략 계획의 대부분을 지휘했다. 일부 역사가들은 색빌이 효과적이고 심지어 뛰어난 성과를 냈다고 주장하지만, 다른 이들은 그가 여러 번의 오판을 저질렀고 군대 내 부하들에 대한 진정한 권위를 유지하는 데 어려움을 겪었다고 주장한다.

#### 장교단
비록 사병의 대부분이 하층 계급이고 장교는 상류 계급이었지만, 1700년대 중반의 군대는 다양한 사회적 배경을 가진 장교들을 모집했다. 영국군 장교들은 임명직을 구매하여 진급할 수 있었으며, 이 관행은 육군에서 흔했다. 임명직의 가치는 다양했지만 일반적으로 사회적 및 군사적 위신과 일치했다. 예를 들어, 근위대와 같은 연대는 가장 높은 가격을 받았다.
공식적인 군사 교육이나 실제 경험이 없는 부유한 사람들은 종종 높은 책임의 위치에 올라 연대의 효율성을 떨어뜨렸다. 그러나 리드에 따르면, 조지 시대 군대는 필요에 따라 나중에 빅토리아 시대의 군대보다 훨씬 더 넓은 기반에서 장교를 모집했으며, 사병으로부터의 진급에 훨씬 더 개방적이었다. 장교는 문맹이 아니어야 했지만, 교육 수준이나 사회적 지위에 대한 공식적인 요건은 없었으며, 대부분의 연대 장교들은 지주 계급 출신이 아니라 직업을 찾는 중산층 개인 출신이었다. 장교의 선발과 진급을 공식적으로 규정하는 장교 임명직 매매 시스템은 실제로는 전시에는 상당히 완화되었고, 진급에는 훨씬 더 엄격한 요건이 적용되었다. 많은 영국 장교들은 부유한 아마추어라기보다는 직업 군인이었고, 훈련 교범을 버리고 혁신적인 방법과 전술을 사용하는 데 주저하지 않았다.
영국 장교들은 술을 많이 마셨다. 윌리엄 하우는 뉴욕에서 작전 중 "수많은 술 취한 아침"을 보냈다고 한다. 존 버고인은 사라토가 작전 막바지에 매일 밤 술을 많이 마셨다. 두 장군은 또한 지휘의 스트레스와 부담을 덜기 위해 부하 장교들의 아내들과 위안을 찾았다고 보고되었다. 필라델피아 작전 동안, 영국 장교들은 그들이 주둔했던 집에서 정부들을 접대함으로써 지역 퀘이커교도들을 깊이 불쾌하게 했다.

#### 아메리카의 영국군 지휘관

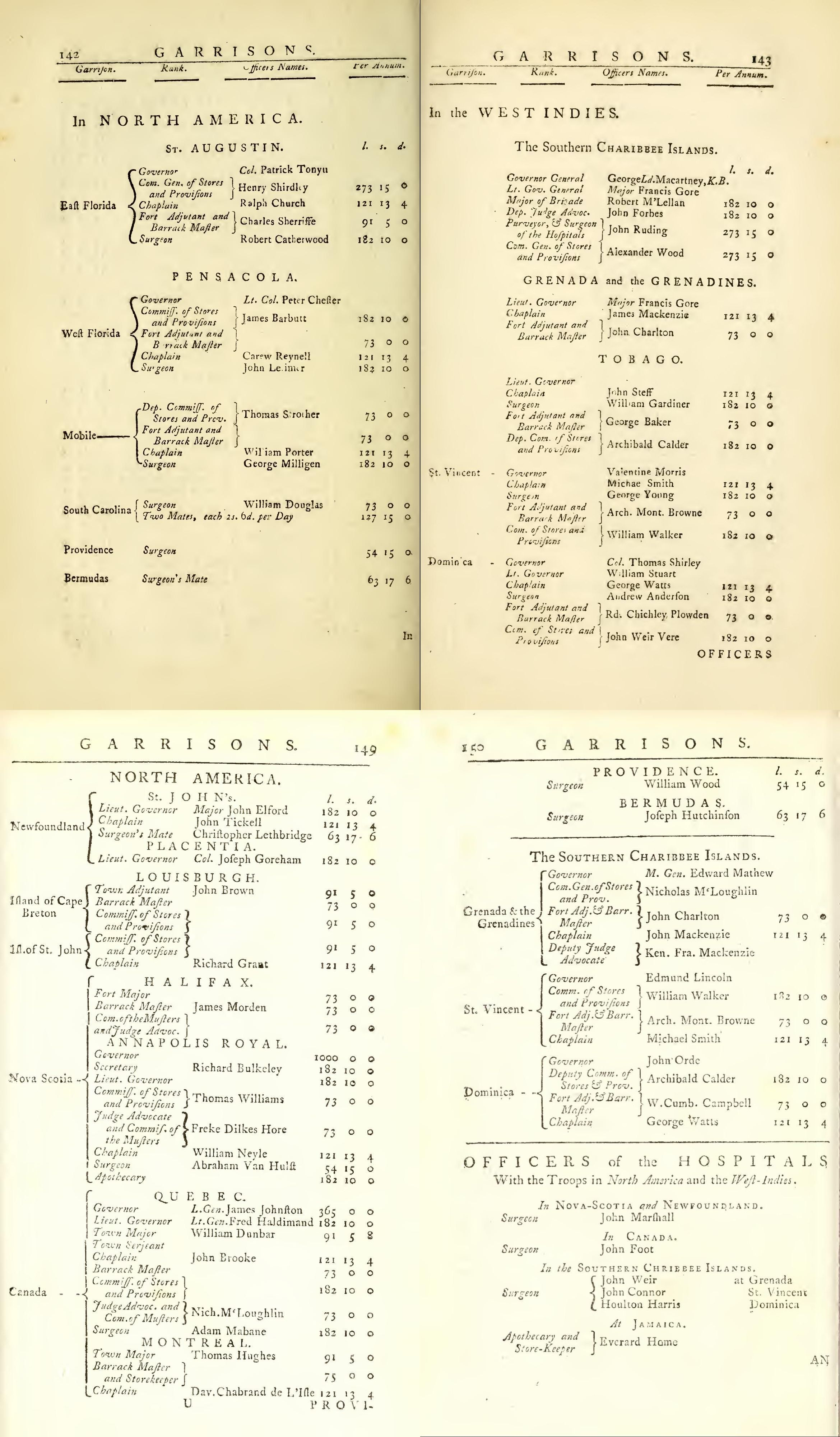
1778년과 1784년 영국령 아메리카와 서인도 제도의 군사 총독 및 참모 장교

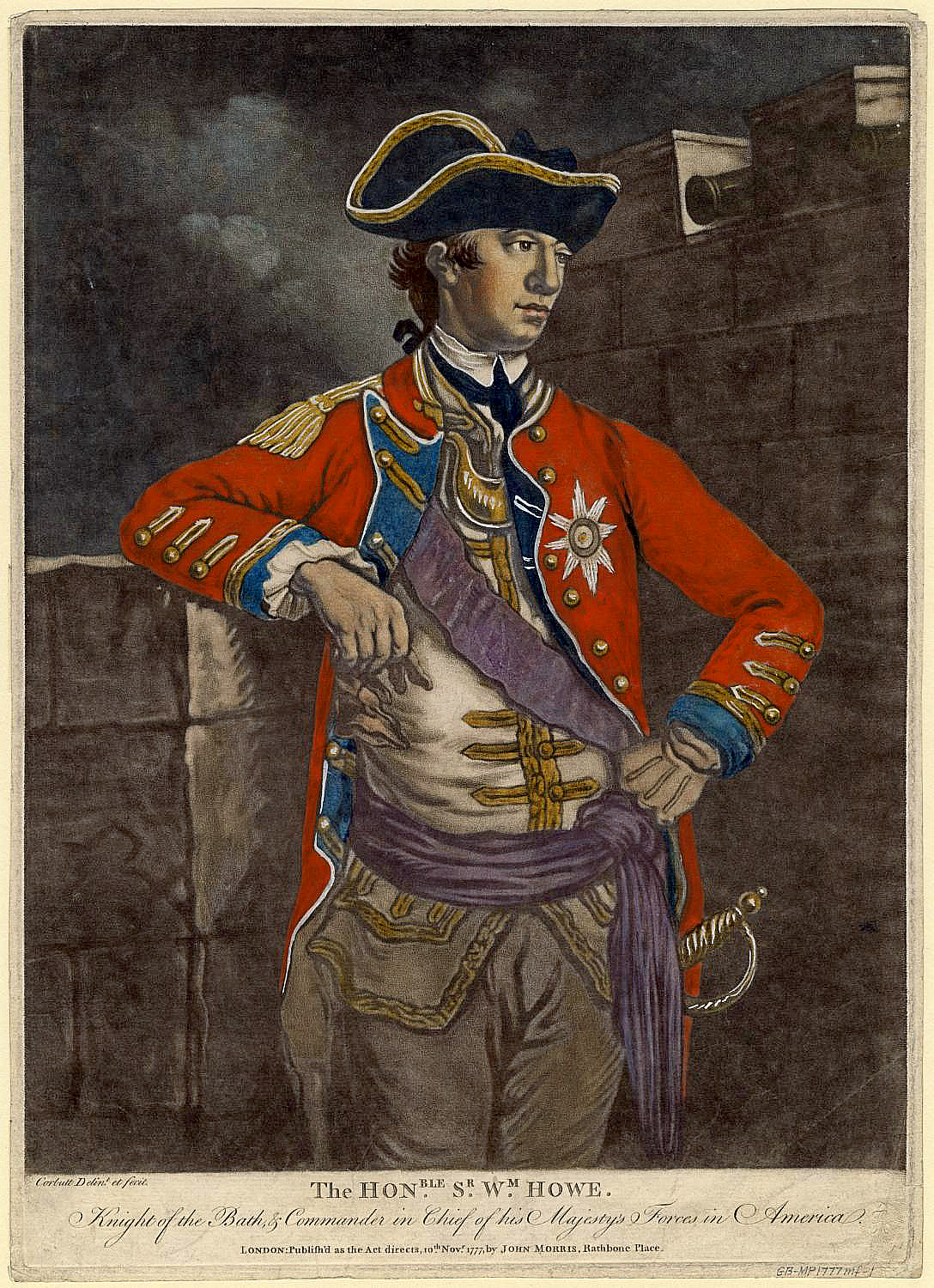
1775년부터 1778년까지 영국군 총사령관이었던 윌리엄 하우 경

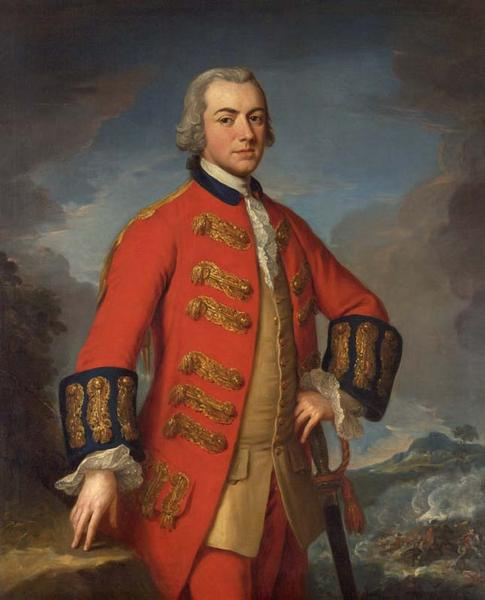
1778년부터 1782년까지 영국군 총사령관이었던 헨리 클린턴 경

1776년 영국 육군에는 다양한 계급의 장군이 119명 있었다. 그러나 장군들은 은퇴하지 않았기 때문에 이 중 약 3분의 1은 너무 늙거나 병약하여 야전 지휘를 할 수 없었다. 다른 이들은 식민지 주민과의 전쟁에 반대하거나 북아메리카에서 수년간 복무하기를 꺼려했다. 영국은 아메리카에서 단호한 고위 군사 지도부를 임명하는 데 어려움을 겪었다. 전쟁 발발 당시 북아메리카 총사령관이던 토머스 게이지는 반항적인 식민지 주민들에게 너무 관대하다는 비판을 받았다. 제프리 애머스트는 1778년 육군 총사령관으로 임명되었지만, 전쟁에서 어느 편에도 서고 싶지 않아 아메리카 직접 지휘를 거부했다. 어거스터스 케펠 제독도 "그런 대의명분에 칼을 뽑을 수 없다"며 지휘를 반대했다. 에핑엄 백작은 자신의 연대가 아메리카로 파견되자 임명을 사임했고, 윌리엄 하우와 존 버고인은 위기에 대한 군사적 해결책에 반대했다. 하우와 헨리 클린턴은 모두 자신들이 자발적인 참가자가 아니며 단지 명령을 따를 뿐이라고 진술했다.
토머스 게이지 경의 후임으로 북아메리카 총사령관으로 선택된 윌리엄 하우 경은 서열상 111번째에 불과했다. 게이지와 하우는 모두 프렌치 인디언 전쟁 동안 아메리카에서 경보병 지휘관으로 복무했다. 그러나 게이지는 공화주의적 공감의 강도를 과소평가했다는 비난을 받아 1776년에 해임되었다. 하우는 대규모 증원군의 이점을 가졌고, 왕립 해군 아메리카 사령관인 리처드 하우 제독의 동생이었다. 두 형제는 1776년에 많은 성공을 거두었지만, 워싱턴의 군대를 파괴하는 데 실패했다. 그들은 또한 평화 회담을 시작하려고 노력했지만 아무런 성과도 없었다.
1777년, 존 버고인 장군은 현재의 캐나다에서 남쪽으로 야심찬 작전을 감행할 수 있도록 허가받았다. 초기 성공 후, 그는 주요 보급 어려움에도 불구하고 전진했고, 새러토가에서 포위되어 항복을 강요당했는데, 이 사건은 영국의 유럽 라이벌들의 개입을 촉발시켰다. 같은 해 필라델피아 전역에서는 영국군이 혁명 수도인 필라델피아를 점령하고 점령했지만, 하우는 현재의 뉴욕 주에서 결정적인 결과를 얻는 데 실패했다. 그는 소환되어 헨리 클린턴 경으로 교체되었다.
클린턴은 전술과 전략에 대한 가장 학구적이고 박식한 전문가 중 한 명으로 평가받았다. 그러나 총사령관이 되기 전부터 그는 하우의 후임을 꺼렸다. 그는 전쟁이 확대되면서 병력을 다른 전선으로 내어줘야 하는 상황에서 지휘를 맡았고, 하우가 사용할 수 있었던 병력과 자원보다 적은 병력과 자원으로 전쟁을 성공적으로 끝내야 한다는 정부의 요구에 분개했다. 그는 반복적으로 사임을 시도했으며, 해군 사령관들과 부하 장교들과 다퉜다.
클린턴이 뉴욕을 장악하고 있는 동안, 콘월리스 경은 남부 주에서 대체로 독립적인 작전을 수행했다. 콘월리스는 아메리카에서 복무한 영국 장군들 중 가장 귀족적인 인물 중 한 명이었지만, 어린 시절부터 군인 경력에 헌신했으며, 병사들의 어려움을 함께 나누는 것을 고집했다. 초기 승리 이후, 그는 그에게 맞서는 미국 대륙군을 파괴하거나 상당한 왕당파 지원을 얻는 데 실패했다. 클린턴의 명령에 따라, 그는 체서피크 해안에 요새화된 거점을 만들려고 시도했지만, 프랑스 함대에 의해 차단되어 요크타운 포위전에서 항복을 강요당했는데, 이는 미국을 되찾으려는 영국의 효과적인 시도의 종말을 알렸다.
아메리카의 마지막 효과적인 영국군 총사령관은 1775년 퀘벡을 방어했지만, 그의 지나친 신중함으로 인해 1777년에 버고인에게 밀려났던 가이 칼튼 경이었다. 총사령관으로서 그의 주된 관심사는 뉴욕의 영국 거점에 있는 수많은 왕당파와 이전 노예들의 안전을 확보하는 것이었다.
카를턴은 1782년 7월 서배너에서 찰스턴으로 철수를 시작으로 사우스캐롤라이나 찰스턴 (1782년 12월)과 뉴욕시 (1783년 11월)의 이후 철수와 함께 미국 해안에서 영국군 철수를 성공적으로 관리했다. 1783년 영국-스페인 베르사유 조약에서 영국은 플로리다를 스페인에 돌려주었고, 왕립 해군은 또 다른 대규모 왕당파 이주를 바하마, 자메이카, 그리고 영국으로 관리했다.

### 병력

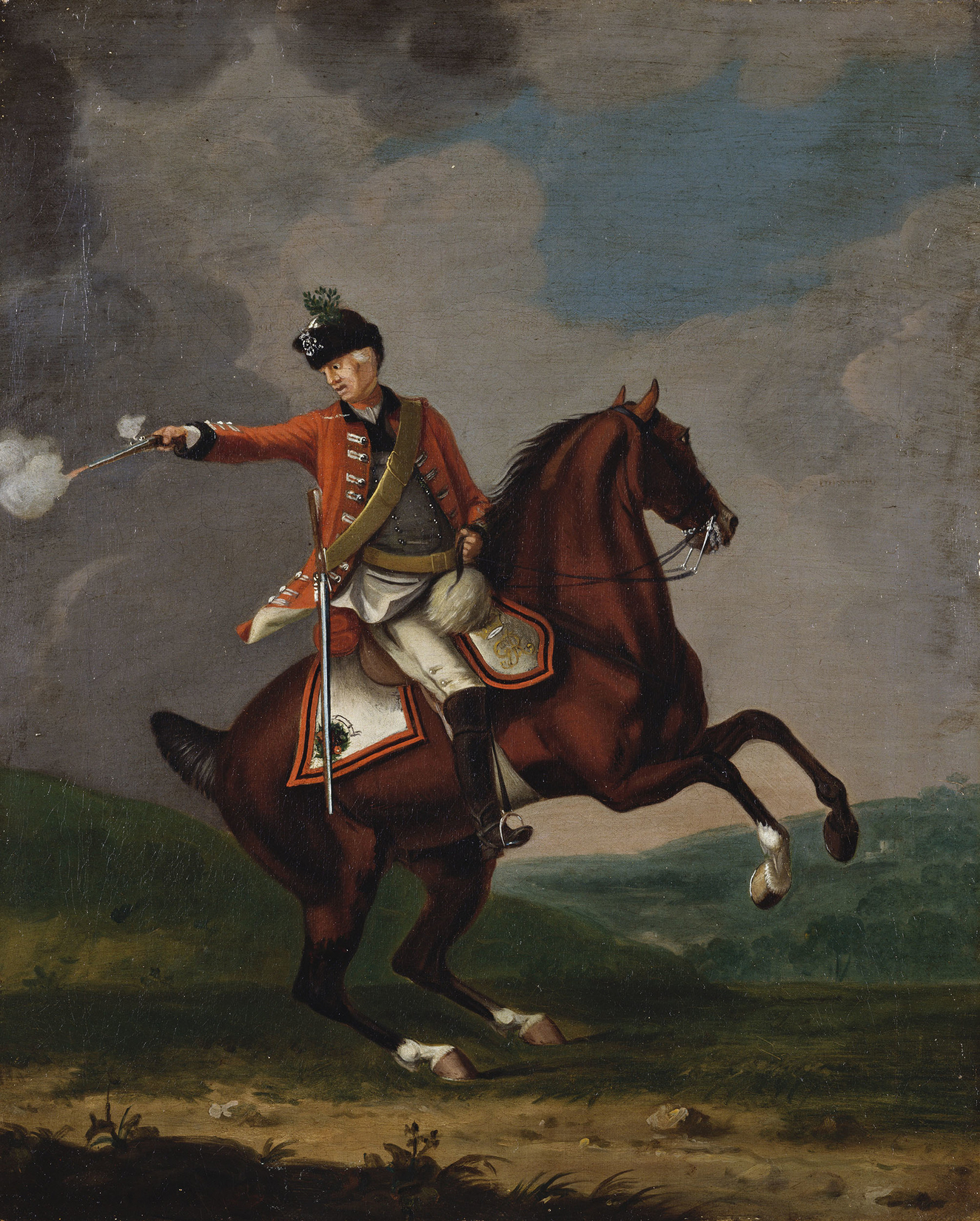
영국 경기병

다음은 노스 경의 보고서에 따른 영국 육군의 병력이다. 이 수치에는 아일랜드 정규군, 하노버군, 민병대, 동인도 회사의 사병은 제외된다. 특히 북아메리카의 총 병력은 괄호 안에 표시된다.
- 1775년 4월: 27,063 (6,991)
- 1776년 3월: 45,130 (14,374)
- 1777년 8월: 57,637 (23,694)
- 1778년 10월: 112,239 (52,561)
- 1779년 7월: 131,691 (47,624)
- 1780년 9월: 147,152 (44,554)
- 1781년 9월: 149,282 (47,301)
- 1782년 3월: 150,310 (47,223)

1778년 10월경 북아메리카에 주둔한 영국 육군 병력의 상세한 전투 순서는 다음과 같다(당시 병력의 약 3분의 1은 질병, 탈영 및 기타 원인으로 인해 제외되었으며, 나열된 병력은 유효 병력에 한함):
- 뉴욕 주둔군 (유효 병력 17,452명)
  - 제16 및 제17 경기병 (2개 연대)
  - 근위대 (2개 대대)
  - 경보병 (2개 대대)
  - 척탄병 (2개 대대)
  - 제7, 17, 23, 26, 33, 37, 42, 44, 57, 63, 64 보병 연대
  - 6개 지방 연대/대대
  - 퀸스 레인저스 연대
  - 헤센 연대 13개 및 예거
- 서인도 제도 원정군 (유효 병력 5,147명)
  - 제4, 5, 15, 27, 28, 35, 40, 46, 49, 55 보병 연대
- 동 플로리다 탑승군 (유효 병력 3,657명)
  - 제71 보병 연대
  - 5개 지방 연대/대대
  - 헤센 연대 2개
- 서 플로리다 탑승군 (유효 병력 1,102명)
  - 지방 연대 2개
  - 발데크 연대
- 핼리팩스 탑승군 (유효 병력 646명)
  - 지방 연대 1개
  - 헤센 연대 1개
- 로드아일랜드 주둔군 (유효 병력 5,740명)
  - 제22, 38, 43, 54 보병 연대
  - 지방 연대 2개
  - 헤센 연대 4개 및 안스파흐 연대 2개

## 보병

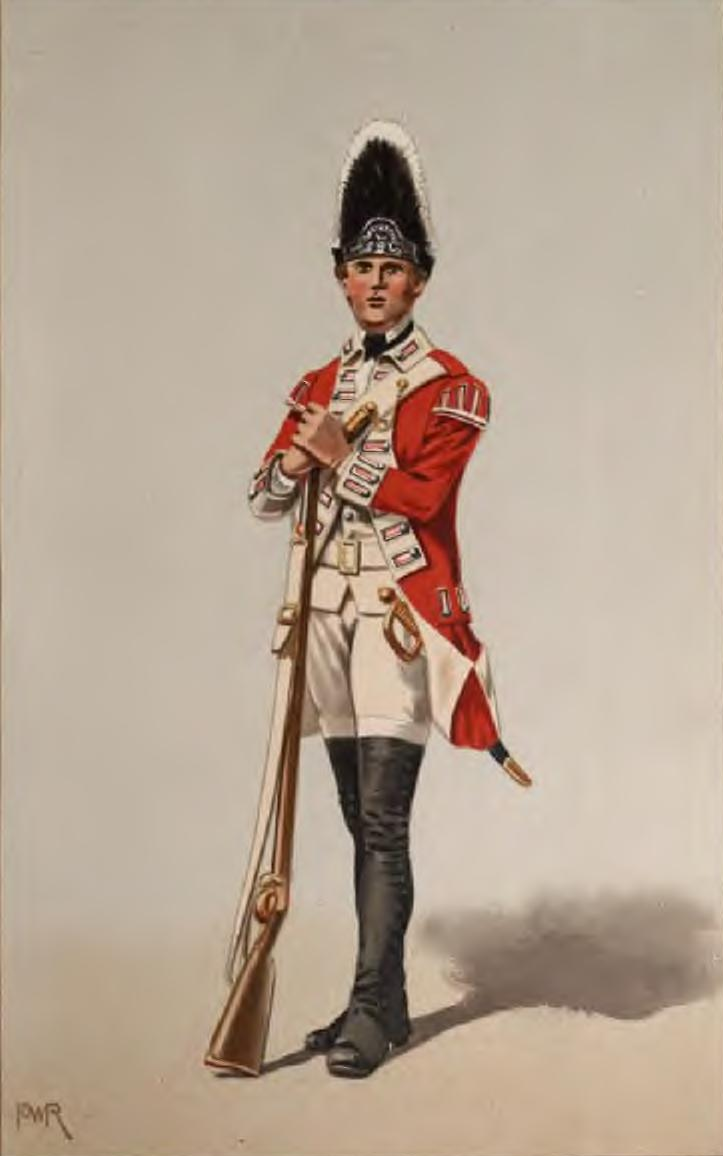
1767년 제40 보병연대의 척탄병

보병은 전쟁 내내 왕실군의 중추를 이루었다. 가장 많이 교전했던 보병 연대 중 두 연대인 제23연대와 제33연대는 야전에서의 능력과 전문성으로 명성을 얻었다.
18세기 중반, 육군의 군복은 매우 화려했고, 기동은 "수많은 명령어로" 인해 둔하고 느렸다. 프렌치 인디언 전쟁 동안 북아메리카의 조건과 지형에서의 경험은 전술과 복장에 변화를 가져왔다.
전투에서 홍군 병사들은 일반적으로 3개 열이 아닌 2개 열로 대형을 형성하여 기동성과 화력을 높였다. 육군은 미국 독립 혁명 동안 이러한 대형을 더욱 발전시켜 더 느슨한 대형을 형성하고 싸웠는데, 이를 "느슨한 종대와 아메리카 스크램블" 전술이라고 불렀다. 병사들은 더 넓은 간격으로 서 있었고, 필요에 따라 간격을 넓히거나 좁히는 세 가지 "명령"이 사용되었다. 즉 "명령"(2개 간격), "개방 명령"(4개 간격), "확장 명령"(10개 간격)이었다. 영국 보병은 '트로트'로 전진했고 주로 총검을 사용하여 유동적인 전투를 벌였다. 이 새로운 대형은 영국군의 기동성과 전술적 유연성을 증가시켰지만, 선형 대형의 포기는 나중에 일부 영국 장교들에 의해 카우펜스 전투와 같이 영국군이 연속적인 대형으로 배치된 더 밀집된 병력과 교전한 전쟁 후기 패배의 원인으로 지목되었다.
하우의 군대에 1776년에 합류한 독일 용병 부대인 헤센병은 영국군이 사용하던 2열 대형을 채택했지만, 전쟁 내내 전통적인 밀집 대형 전투 방식을 유지했다.

### 경보병
1758년, 토머스 게이지(당시 중령)는 제80 경장보병연대라는 실험적인 경보병 연대를 창설했는데, 이는 영국군에서 복무한 최초의 그러한 부대로 여겨진다. 다른 장교들, 특히 윌리엄 하우의 형인 조지 하우는 스스로의 주도하에 자신들의 연대를 경보병으로 개조했다. 1758년 북아메리카 총사령관이 된 제프리 애머스트 장군은 모든 연대에 병사들 중에서 경보병 중대를 구성하도록 명령했다. 제80 연대는 1764년에 해체되었고, 다른 임시 경보병 부대는 "정규" 부대로 전환되었지만, 보병 연대는 19세기 중반까지 경보병 중대를 유지했다.
1771년과 1772년에 영국군은 경보병 중대를 위한 새로운 훈련 계획을 시행하기 시작했다. 초기 훈련의 대부분은 불충분했으며, 장교들은 경보병 중대를 어떻게 활용해야 할지 확신하지 못했다. 많은 유능한 젊은 경보병 중대 장교들은 "경보병 장교"라는 직위가 사회적 명성이 부족했기 때문에 다른 곳에서 임관을 모색했다.
1772년에 조지 타운젠드 장군은 아일랜드 주둔 연대에 배포된 '새 경보병 중대의 지침, 훈련 및 장비'를 저술하여, 경보병 중대 훈련에 대한 실질적인 지침과 독립적으로, 소대 단위로 또는 대규모 그룹으로 행동할 때 험한 지형에서의 산병전과 같은 전술에 대한 지침을 제공했다. 타운젠드는 또한 느슨하게 배치된 분산된 병력을 지휘할 때 경보병 장교를 위한 새로운 통신 방법을 도입했다. 드럼 대신 호루라기 신호로 전진, 후퇴, 확장 또는 축소와 같은 움직임을 지시했다.
1774년 윌리엄 하우는 '경보병 훈련 매뉴얼'을 저술하고 솔즈베리 진지에서 훈련받은 실험적인 경보병 대대를 창설했다. 이것은 북아메리카에서 복무하는 모든 정규 경보병의 기준이 되었다. 하우의 시스템은 개별 중대보다는 북아메리카에서 대규모 작전에 더 적합한 복합 경보병 대대의 개발에 초점을 맞춘다는 점에서 달랐다. 아메리카에서 지휘를 맡은 하우는 아직 경보병 중대를 편성하지 않은 모든 연대에 경보병 중대를 편성하도록 명령했다. 이 병사들은 일반적으로 병사들 중 가장 건강하고 유능한 병사들 중에서 엄선되었다.
여러 연대의 경보병 중대들은 보통 복합 경보병 대대로 통합되었다. 비슷한 복합 대대는 종종 정규 연대의 척탄병 중대에서 편성되었다. 척탄병은 역사적으로 가장 키가 큰 병사들 중에서 선택되었지만, 경보병 중대와 마찬가지로 종종 원 소속 부대에서 가장 유능한 병사들 중에서 선발되었다.

### 전술

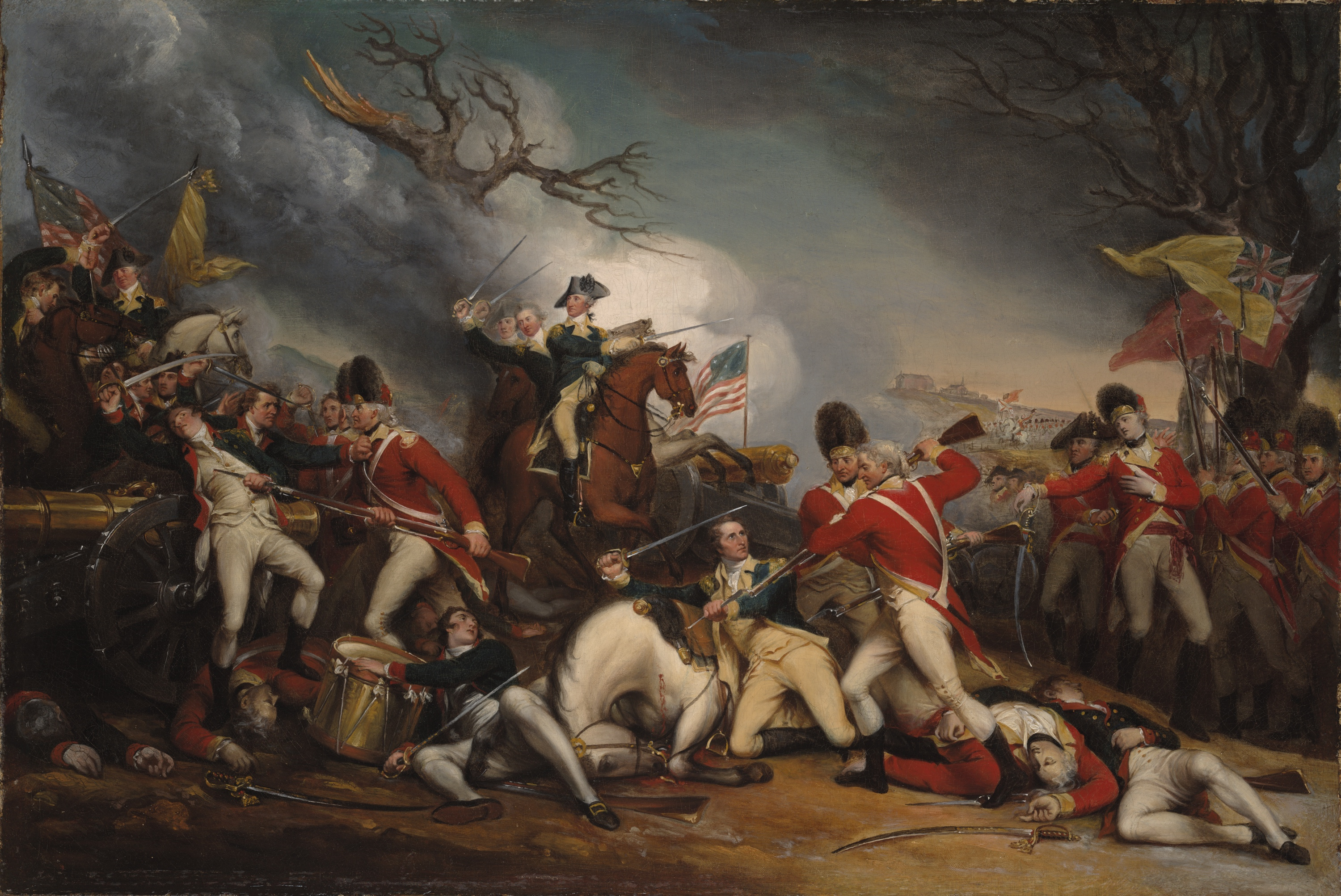
존 트럼불의 초상화에 묘사된 프린스턴 전투 중 영국 육군의 총검 돌격

1778년 비지 포인트 전투에서 식민지 전투 경험이 있는 영국 보병 부대는 종대로 전진하는 훨씬 더 큰 프랑스 정규군에게 막대한 사상자를 입혔다.
클레이턴은 "...잘 훈련된 장교와 부사관이 이끄는 경보병의 사용은 진격 시 엄폐물 뒤에서 프랑스 종대에 사격하는 산병으로서 매우 중요했다. 프랑스군이 확장하려 할 때 총검 돌격으로 위협받았고... 프랑스군이 전진할 때 그들은 모든 방향에서 추가 산병전과 기습을 위해 후퇴했다"고 설명한다.
포테스큐 역시 이 행동을 유사하게 설명한다. "산병 대형으로 전진하고 항상 엄폐물을 유지하면서, 경보병 중대는 밀집한 프랑스 종대에 근거리에서 가장 치명적인 사격을 가했다... 마침내 적군의 한 대대가 완전히 무너졌고 경보병 중대는 총검으로 그들을 추격하여 전멸시켰다."

### 왕당파

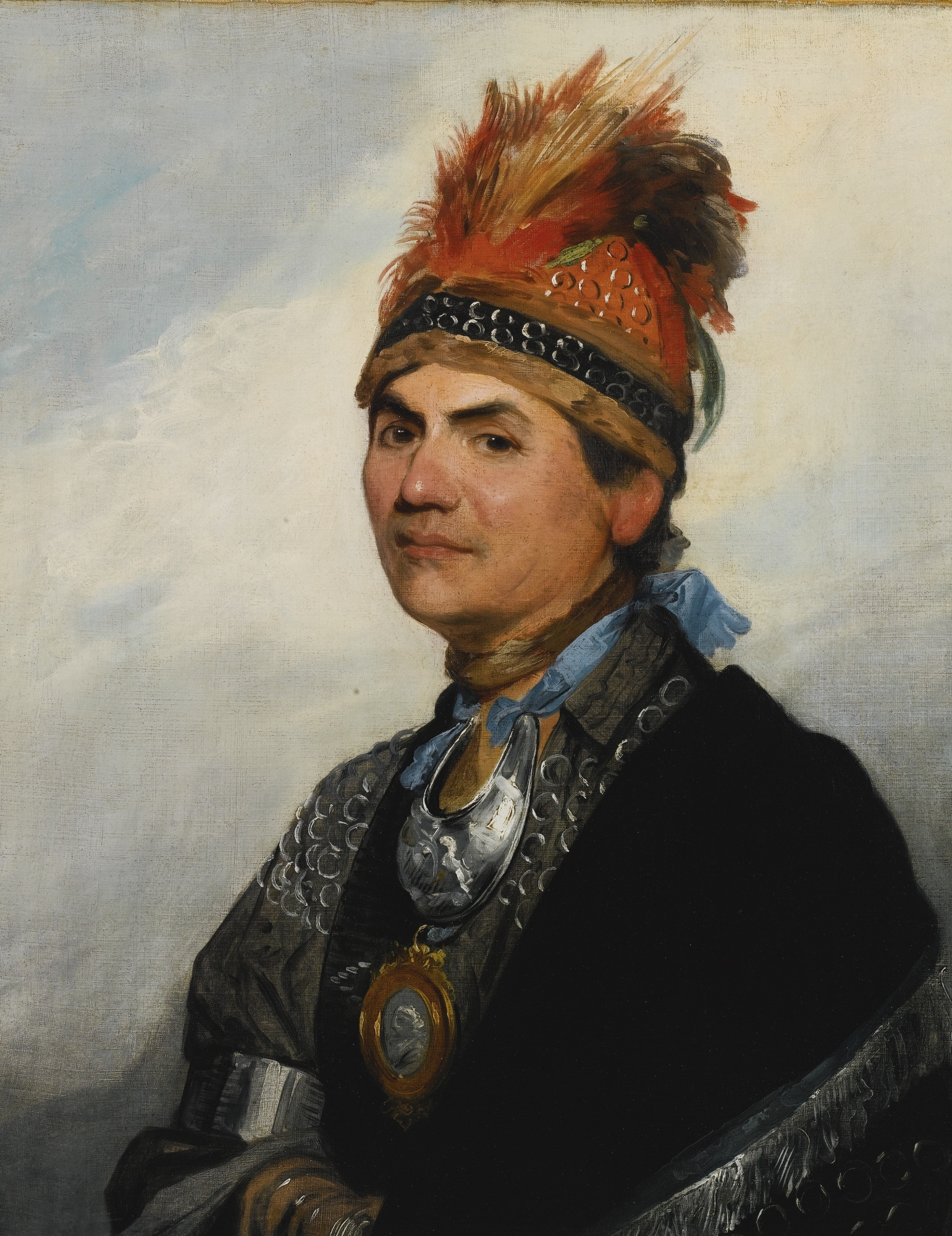
북부에서 미국 원주민과 왕당파를 이끈 조셉 브랜트

수많은 척후병과 산병병은 왕당파와 미국 원주민으로 구성되었다. 저명한 로버트 로저스는 퀸스 레인저스를 조직했고, 그의 형제 제임스 로저스는 킹스 레인저스를 이끌었다. 왕당파 개척자 존 버틀러는 버틀러 레인저스로 알려진 지방 연대를 창설했으며, 이들은 북부 식민지에서 활발히 활동했고, 그 동안 와이오밍과 체리 밸리에서 인디언 주도 학살에 참여했다는 비난을 받았다.
대부분의 미국 원주민은 영국을 지지했으며, 모호크족 지도자 조셉 브랜트는 뉴욕 변경 지역 작전에서 이로쿼이족과 왕당파를 지휘했다. 대령 토머스 브라운은 남부 식민지에서 또 다른 킹스 레인저스 부대를 이끌며 동플로리다를 침략으로부터 방어하고, 남부 변경 지역을 습격하며, 남부 식민지 정복에 참여했다. 식민지 총독 제4대 던모어 백작 존 머레이는 전적으로 해방된 노예들로 구성된 에티오피아 연대를 창설했으며, 이 연대는 전쟁 초기의 소규모 교전에서 복무했다.
왕당파 부대는 주로 지역 지형에 대한 지식 때문에 영국군에게 매우 중요했다. 이들 부대 중 가장 성공적인 부대 중 하나는 탈출 노예이자 에티오피아 연대 베테랑인 타이 대령이 조직한 것으로, 그는 소위 검은 여단(Black Brigade)을 이끌고 뉴욕과 뉴저지에서 수많은 습격을 감행하여 보급선을 방해하고 반군 장교들을 사로잡으며 의심되는 지도자들을 살해했다. 그는 1780년 부상으로 사망했다.

### 군복 및 장비
영국 육군의 표준 군복은 전통적인 콕햇, 흰색 브리치, 검은색 각반에 가죽 무릎 보호대가 달린 붉은 외투로 구성되었다. 머리카락은 보통 짧게 자르거나 머리 꼭대기에 땋아서 고정했다. 전쟁이 진행되면서 많은 정규 연대들은 콕햇을 늘어진 모자로 교체했다. 보병 병사가 전투 시 휴대해야 하는 완전한 "행군 복장"은 광범위했으며, 영국 병사들은 종종 전투 전에 장비의 대부분을 버렸다. 병사들에게는 악천후 시 착용하는 장대도 지급되었는데, 이는 종종 텐트나 담요로 사용되었다. 드러머는 보통 연대색의 반대 색상을 착용했으며, 연대장의 문장을 달고 주교 모자를 썼다. 대부분의 독일 연대는 짙은 파란색 코트를 착용했으며, 기병과 왕당파는 종종 녹색을 착용했다.
척탄병은 종종 곰가죽 머리 장식을 착용했고, 보통 옆에 짧은 칼의 일종인 헹어를 휴대했다. 경보병은 짧은 코트를 착용했으며, 레이스는 없었고, 탄약 상자에는 쉽게 접근할 수 있도록 일렬로 배열된 9개의 탄약이 들어 있었으며 옆구리가 아닌 배에 착용했다. 그들은 총검을 사용하지 않고 해군 승선용 도끼를 휴대했다.
가장 흔한 보병 무기는 브라운베스로, 고정된 총검과 함께 사용되었다. 그러나 일부 경보병 중대는 짧은 총열 머스킷이나 1776년식 소총을 지급받았다. 영국군은 또한 대량 생산이 너무 어려워 더 광범위하게 사용되지 못한 후장식 퍼거슨 소총을 제한적으로 실험적으로 사용했다.
패트릭 퍼거슨 소령은 이 무기로 무장한 소규모 실험 소총수 중대를 결성했지만, 1778년에 해체되었다. 많은 경우에 영국군은 산병을 제공하기 위해 독일군 부대 중 예거들에게 의존했다.

### 연대기
영국 보병 연대는 두 개의 깃발을 가졌다: 왕의 기(The King's Colour, 유니언 기)와 연대의 면색을 나타내는 연대기였다. 18세기와 19세기 전쟁에서 '군기'는 종종 가장 치열한 전투에서 집결지가 되었다. 두 연대 표준은 매우 중요하게 여겨졌고 각 연대의 자부심의 원천이었다. 그러나 전쟁 수행의 전술적 제약과 채택된 전투 방식 때문에 영국 연대는 아메리카에서 의식적인 목적으로만 군기를 사용했을 가능성이 높다. 특히 하우와 콘월리스가 지휘하는 군대에서 그러했다.
그러나 전쟁 초기에 헤센군은 계속해서 전투에서 군기를 휴대했다. 프리드리히 빌헬름 폰 로스베르크 소장은 "그들(영국군)은 주둔할 때만 군기를 휴대하지만, 우리는 연대가 가는 곳마다 군기를 가지고 다닌다... 이 나라는 전투하기에 좋지 않다. 군기가 가장 걱정된다. 왜냐하면 많은 벽, 늪, 돌 절벽 때문에 연대가 공격 시 함께 움직일 수 없기 때문이다. 영국군은 군기를 잃을 수 없다. 왜냐하면 그들은 군기를 휴대하지 않기 때문이다"라고 썼다. 사라토가 전역 동안 독일 장교의 아내인 리데젤 남작 부인은 브라운슈바이크 연대의 군기 봉을 불태우고 깃발을 자신의 매트리스에 숨겨 군기를 구했다.

### 일상생활

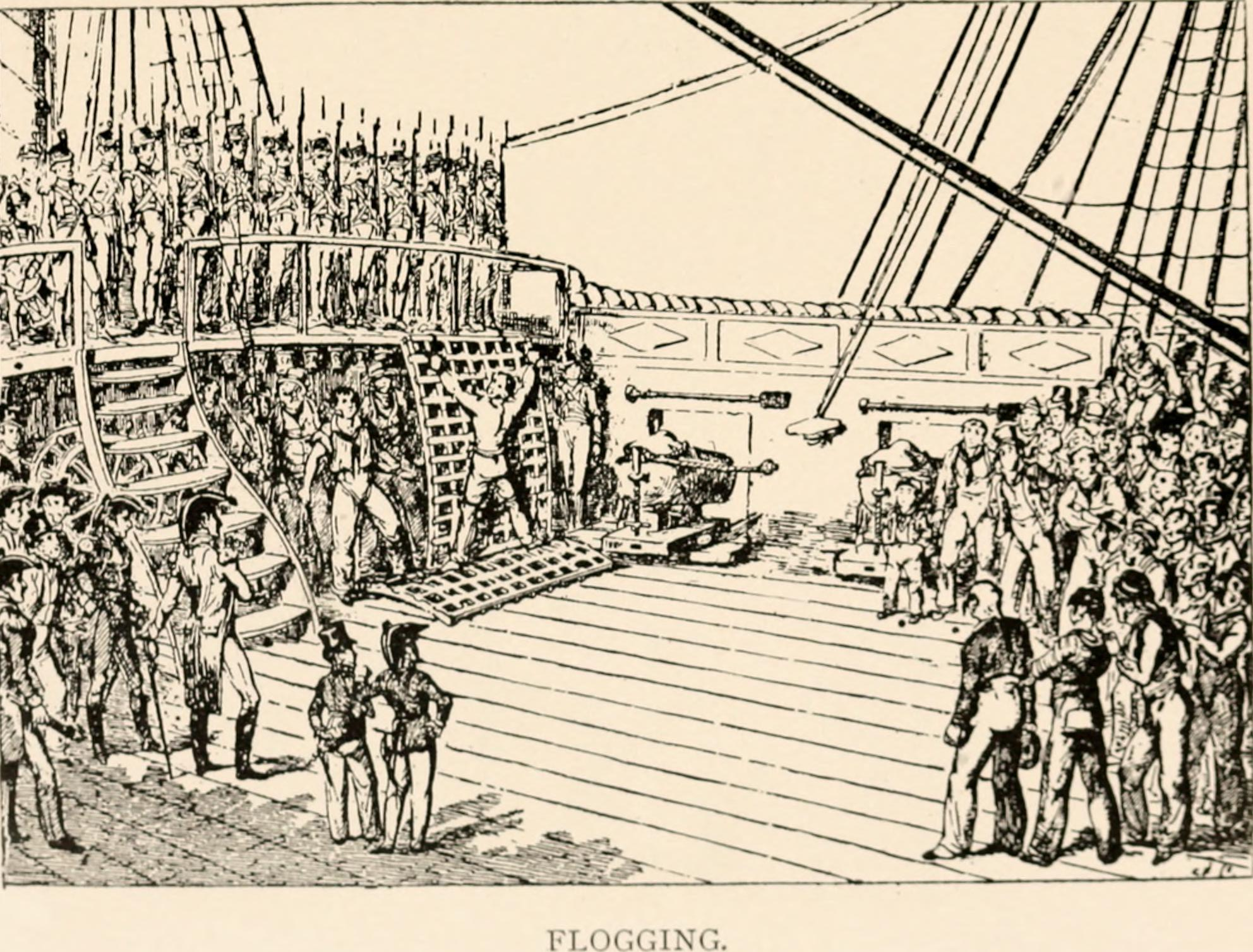
영국 해군 함선에 탑승한 이 삽화에서 볼 수 있듯이 채찍질은 영국 육군과 해군 모두에서 처벌로 사용되었다

식민지와 영국 제도 사이의 거리는 보급선을 한계점으로 늘려 군대가 종종 야전에서 식량과 보급품이 부족하게 만들었고, 현지 조달에 의존하게 만들었다. 병사들은 옷과 장비를 청소하고 준비하는 데 많은 시간을 보냈다.
군대 생활의 가혹한 조건은 훈련이 엄격하다는 것을 의미했다. 절도나 탈영과 같은 범죄는 교수형에 처해질 수 있었고, 채찍질과 같은 처벌은 공개적으로 집행되었다. 군대에서는 훈련이 가혹했으며, 채찍은 사소한 위반에도 아낌없이 사용되었다. 예를 들어, 사라토가 전역 중 강도죄로 두 명의 레드코트 병사들은 각각 1,000대의 채찍질을 받았고, 다른 한 명은 상급 장교를 때린 죄로 800대의 채찍질을 받았다. flogging은 왕립 해군에서 훨씬 더 흔한 처벌이었고, 선원들의 전형적인 강인함과 연관되게 되었다.
가혹한 훈련에도 불구하고, 영국군 전 계급에 걸쳐 뚜렷한 자기 훈련 부족이 만연했다. 병사들은 도박에 대한 강렬한 열정을 가지고 있었으며, 너무 심하여 병사들이 종종 자신들의 군복을 걸기도 했다. 많은 이들이 술을 많이 마셨고, 이는 하급 계급에만 국한된 것이 아니었다. 군대는 종종 전장 밖에서 훈련 불량으로 고통받았고, 도박과 과음이 모든 계급에서 흔했다. 그러나 미국 민간인들 사이에서는 영국군이 비전투원들에게 일반적으로 꼼꼼하게 대했다는 보고가 있었다. 병사들의 가족들도 야전에서 병사들과 합류하는 것이 허용되었다. 아내들은 종종 세탁, 요리, 군복 수선 등을 했고, 전투나 질병 시 간호사로 일했다.

### 훈련

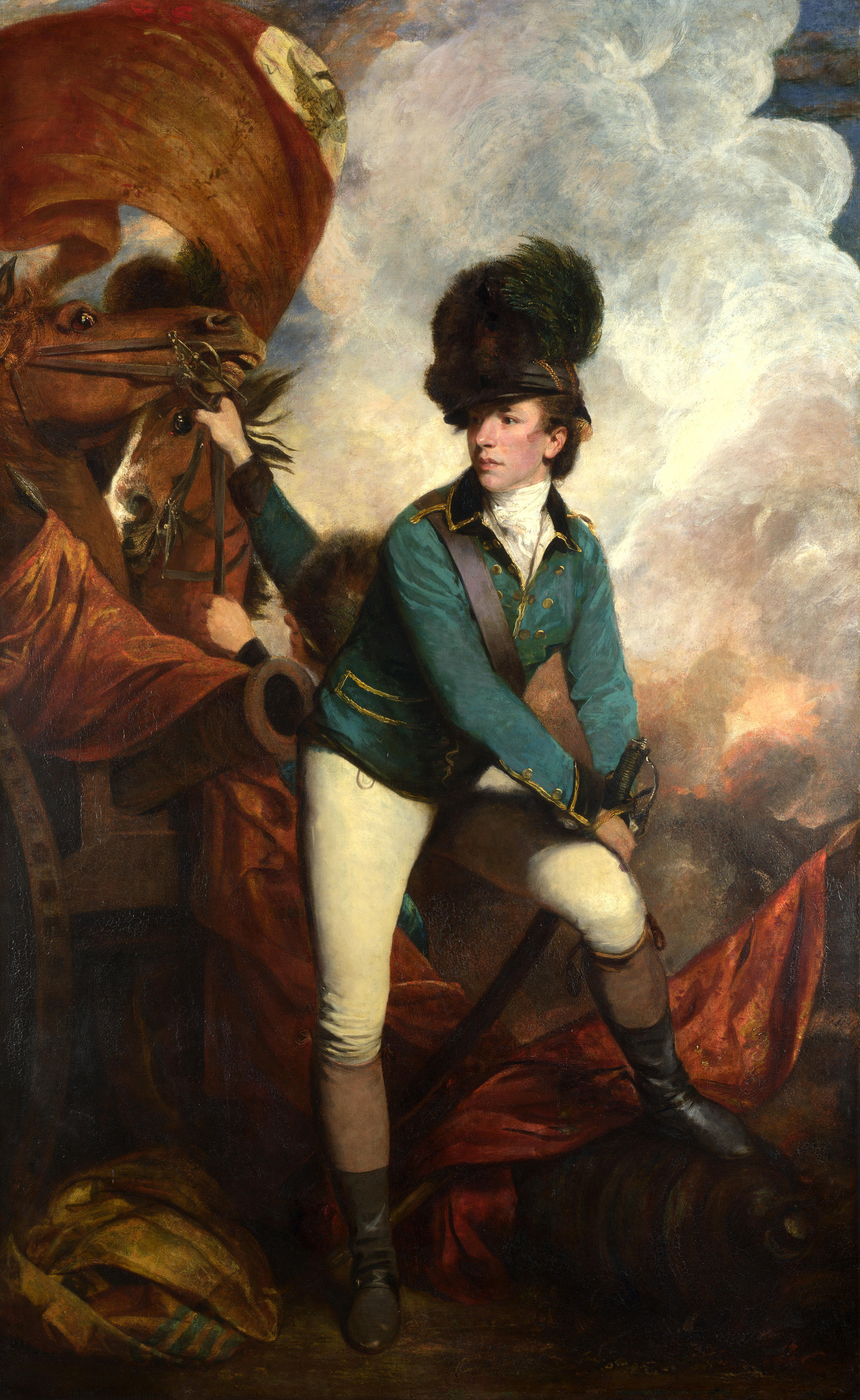
남부 식민지에서 영국군 군단을 지휘했던 배내스터 탈턴 중령

훈련은 사격, 총검 훈련, 이동, 신체 훈련, 행군, 대형 형성 등 군사 작전을 준비하기 위한 일상적인 훈련의 일환으로 엄격하게 진행되었다.
전쟁 기간 동안 영국 육군은 잉글랜드 남부의 워리(Warley)와 콕스히스(Coxheath) 야영지에서 대규모 모의 전투를 실시했다. 이러한 주된 동기는 임박한 침략에 대비하기 위함이었다. 모든 기록에 따르면, 이 야영지는 18,000명 이상의 병력이 참여하는 거대한 규모였다.
한 민병대 장교는 1778년 8월 친구에게 이렇게 썼다. "우리는 자주 상당한 병력을 이끌고 포병의 호위 아래 인접한 황무지나 공동지로 행진하여 전장의 다양한 움직임, 기동 및 사격을 연습한다. 이 원정에서는 많은 피로와 적지 않은 위험이 따른다는 점을 확신한다... 가장 웅장하고 아름다운 전투 모방이 매일 우리에게 제시되며, 군대 전체가 전쟁에 크게 매료되고 있다고 믿어라." 워리 야영지에서 수행된 기동은 필립 제임스 드 로테르부르그의 1779년 작품 '워리 야영지: 모의 공격'이라는 그림의 주제가 되었다. 그는 또한 야영지에 있는 경보병과 척탄병의 군복에 대한 상세한 삽화를 그렸는데, 이는 18세기 영국 병사의 가장 정확한 현존 삽화 중 일부로 간주된다.

## 기병
기병은 동시대 다른 유럽 군대보다 영국 육군에서 더 작은 역할을 했다. 영국은 장갑 흉갑기병이나 중기병을 보유하지 않았다. 영국 교리는 중기병과 용기병의 사용을 선호하는 경향이 있었다. 기병 병력은 3개 왕실기병대 연대, 7개 용기병 근위대 연대, 6개 경기병 연대로 구성되었다. 영국에 주둔한 기병 연대의 수백 명의 장교와 사병이 아메리카 복무에 자원하여 보병 연대로 전출되었다.
북아메리카에서의 작전 수행의 물류적 한계 때문에 기병은 전쟁에서 제한적인 역할을 했다. 말의 선박 운송은 극도로 어려웠다. 대부분의 말들은 긴 여정 동안 죽었고, 살아남은 말들은 보통 상륙 후 몇 주 동안 회복해야 했다. 영국 육군은 주로 소수의 용기병들을 채택하여 척후병으로 활동하게 했으며, 비정규 작전에 광범위하게 사용했다. 이 부대 중 가장 성공적인 부대 중 하나는 영국군 군단으로, 경기병과 경보병을 결합하여 적군이 장악한 지역으로 습격 작전을 수행했다. 기병의 부족은 전쟁 수행 방식에 큰 전술적 영향을 미쳤다. 이는 영국군이 롱아일랜드와 브랜디와인과 같은 전투에서 대륙군을 능가했을 때 승리를 완전히 활용할 수 없었음을 의미했다. 보병을 추격할 대규모 기병 부대가 없었기 때문에 후퇴하는 미국군은 종종 전멸을 피할 수 있었다.

## 영국군에 복무한 외국 부대

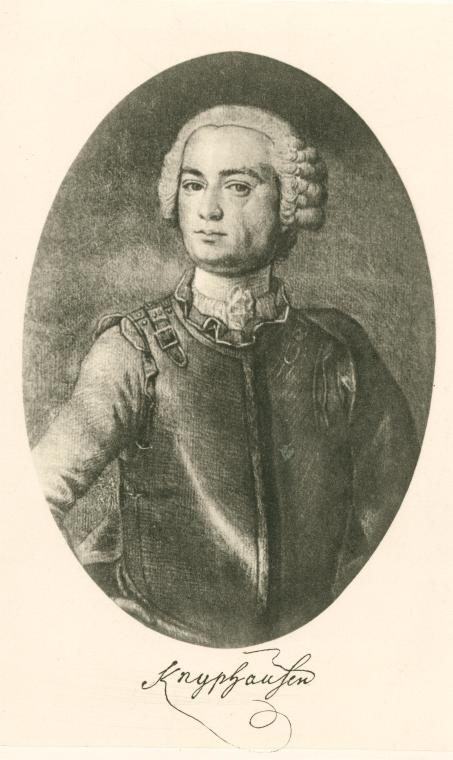
미국 독립 전쟁 중 헤센군을 지휘했던 빌헬름 폰 크니프하우젠 중장

전쟁 발발 시 병력 부족 문제로 영국 정부는 주로 헤센-카셀에서 모집된 다수의 독일 용병을 고용했다. 부대는 헤센-하나우의 빌헬름 백작, 브라운슈바이크-볼펜뷔텔 공작 카를 1세, 발데크 공자 프리드리히, 안스바흐-바이로이트 후작 카를 알렉산더, 안할트-체르프스트 공자 프리드리히 아우구스투스에 의해 파견되었다.
약 9,000명의 헤센 병사들이 1776년에 하우의 군대와 함께 도착하여 뉴욕과 뉴저지 작전에서 영국군과 함께 복무했다. 총 25,000명의 용병들이 전쟁 중 다양한 작전에서 영국과 함께 복무했다.
독일군은 전술과 접근 방식에서 정규 영국군과 다르다는 것이 밝혀졌다. 많은 영국 장교들은 독일 연대를 기동성이 느리다고 여겼고, 따라서 영국 장군들은 그들을 중보병으로 활용했다. 이는 주로 독일 장교들이 흩어진 대형을 채택하는 것을 꺼렸기 때문이었다. 영국 중위 윌리엄 헤일은 독일의 전술적 한계에 대해 다음과 같이 언급했다. "나는 그들이 꾸준하다고 믿지만, 그들의 느림은 거의 숲으로 덮인 나라에서, 그리고 그들의 주요 자격이 울타리에서 울타리로 뛰어가면서 연습할 때와 같은 속도로 전진하는 부대에 불규칙하지만 괴롭히는 사격을 가하는 적군에 대항하는 데 가장 큰 불이익이다... 브랜디와인에서 첫 번째 전열이 형성되었을 때, 헤센 척탄병들은 우리 후방에 가까이 있었고, 우리와 동시에 행진을 시작했다. 그 순간부터 우리는 전투가 끝날 때까지 그들을 다시 보지 못했고, 그들 중 한 명만 부상을 입었다. 우리를 넘어온 무작위 총격에 의해."
헤센 병사들은 전쟁의 대부분 주요 전투에서 어떤 형태로든 복무했다. 카를 1세 공작은 프리드리히 아돌프 리데젤 장군의 지휘 아래 거의 4,000명의 보병과 350명의 용기병을 영국에 제공했다. 이 병사들은 1777년 새러토가 전역에서 존 버고인 장군의 독일 정규군 대부분을 차지했으며, 일반적으로 "브라운슈바이크인"으로 불렸다.
브라운슈바이크와 헤센-하나우 연합군은 버고인 군대의 거의 절반을 차지했다.
예거 부대는 영국 지휘관들에게 크게 평가받았으며, 그들의 산병전 및 척후 기술은 전쟁이 끝날 때까지 콘월리스 지휘 하의 남부 작전에서 계속 복무하게 했다.
하노버 출신 병사들은 또한 지브롤터와 미노르카의 주둔군 일부를 형성했으며, 두 연대는 커덜러 포위전에 참여했다.
용병 외에 인도에서 복무하는 회사군은 정규 영국군과 함께 원주민 인도인 세포이로 구성되었다. 외국인들도 정규 영국 장교단에 포함되었다. 스위스 태생의 어거스틴 프리보스트 소장은 1779년 서배너의 성공적인 방어를 지휘했다. 이전에 네덜란드군에서 복무했던 전 자코바이트 장교 토를로이스크의 앨런 맥클린은 1775년 퀘벡의 성공적인 방어에서 부지휘관이었다. 또 다른 스위스 태생 장교 프레데릭 헐디맨드는 전쟁 후기 퀘벡 주지사로 복무했다. 위그노와 추방된 코르시카인들도 정규군 및 장교 계급에서 복무했다.

## 전역

### 보스턴, 1774–1775

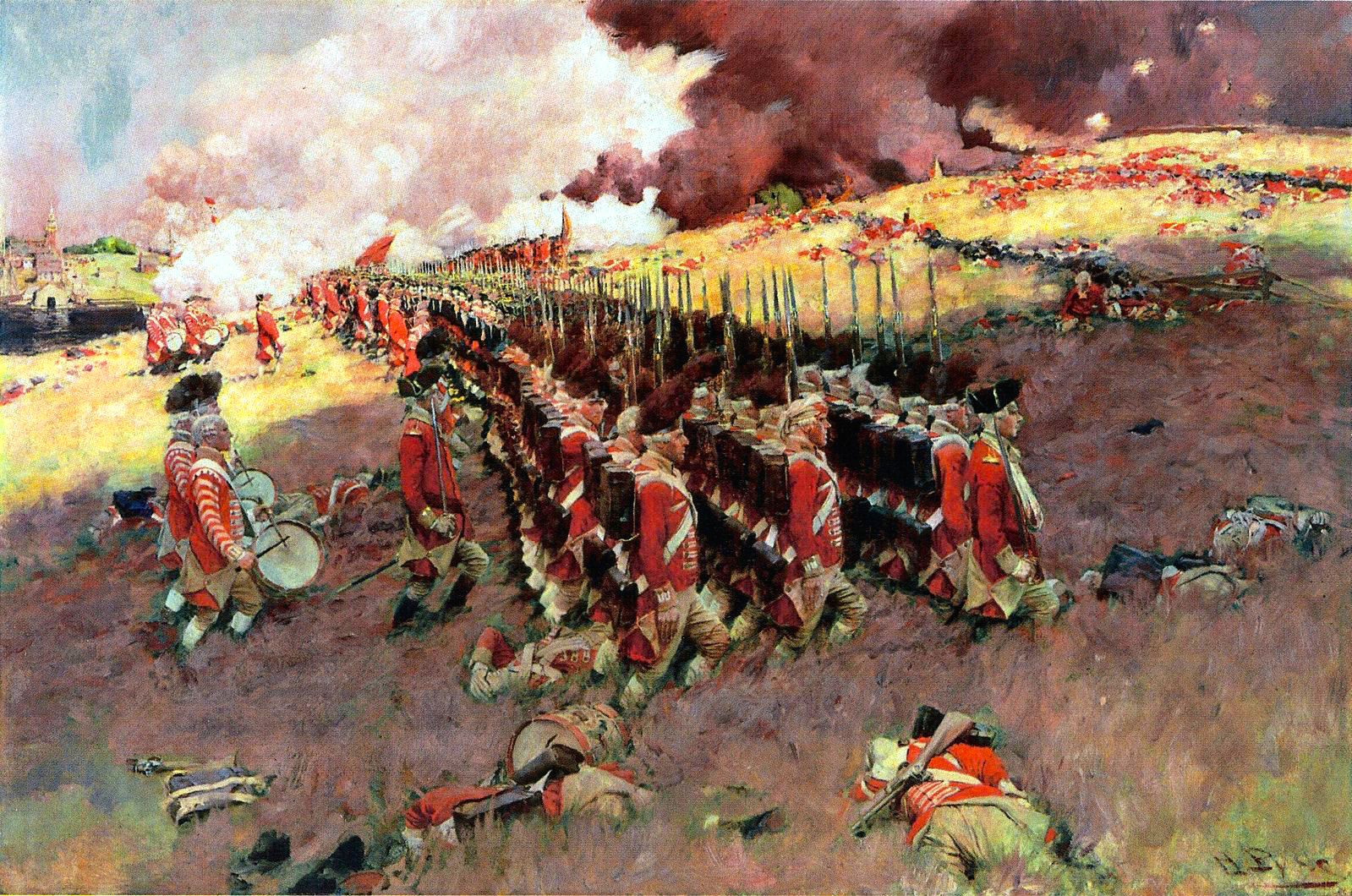
벙커 힐 전투에서 영국군의 공격을 묘사한 초상화

영국군은 1769년부터 식민지 주민과 영국 의회 간의 긴장 고조 속에 보스턴에 주둔하고 있었다. 임박한 반란을 우려한 토머스 게이지 장군은 1774년 9월 1일 매사추세츠의 화약고에서 화약을 제거하기 위해 원정대를 파견했다. 이듬해 1775년 4월 18일 밤, 게이지는 콩코드의 식민지 민병대 무기고를 점령하기 위해 추가로 700명을 보냈고, 이는 렉싱턴 콩코드 전투로 이어졌으며, 이는 미국 독립 전쟁의 첫 전투였다.
보스턴에 주둔한 영국군은 대부분 경험이 부족했고, 홍군 병사들이 보스턴으로 돌아가기 시작할 무렵에는 수천 명의 미국 민병대가 길을 따라 모여 있었다. 추격전이 벌어졌고, 영국군 분견대는 찰스타운에 도달하기 전에 큰 피해를 입었다. 보스턴의 영국 육군은 수천 명의 식민지 민병대에 의해 포위되었다.
6월 17일, 이제 윌리엄 하우 장군의 지휘를 받는 영국군은 벙커 힐 전투에서 찰스타운 반도를 점령하여 반격했다. 목표를 달성하는 데 성공했지만, 영국군은 이 위치를 점령하는 데 막대한 사상자를 입었다. 양측은 도체스터 고지에 포가 배치될 때까지 교착 상태를 유지했고, 그 시점에서 하우의 위치는 유지할 수 없게 되어 영국군은 보스턴을 완전히 포기했다. 하우는 1776년 3월 5일에 다음과 같이 썼다.
"반란군들은 하룻밤 만에 내 군대 전체가 한 달 동안 할 수 있었던 것보다 더 많은 일을 해냈다."
—하우 장군, 1776년 3월 5일

### 캐나다, 1775–1776

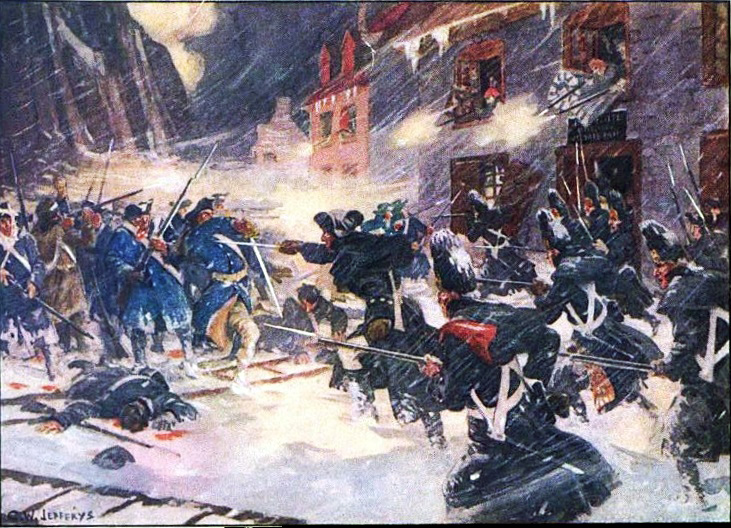
퀘벡 침공에서 영국 정규군과 캐나다 민병대가 미국 혁명 민병대를 격퇴하는 모습의 그림

타이컨더로가 요새를 점령한 후, 리처드 몽고메리 장군이 지휘하는 미군은 영국이 지배하는 캐나다를 침공했다. 그들은 생장 요새를 포위하고 점령했으며, 다른 군대는 몬트리올로 이동했다. 그러나 그들은 퀘벡 전투에서 패배했고, 가이 칼튼 장군이 지휘하는 영국군은 반격을 시작하여 식민지군을 주에서 완전히 몰아내고 챔플레인 호수까지 진격했지만, 타이컨더로가 요새를 탈환하는 데는 실패했다.

### 뉴욕과 뉴저지, 1776
보스턴에서 철수한 후, 하우는 즉시 식민지의 '주춧돌'로 여겨지는 뉴욕을 점령할 준비를 시작했다. 8월 말, 22,000명의 병력(9,000명의 헤센병 포함)이 평평한 바닥 배를 이용하여 롱아일랜드에 신속히 상륙했는데, 이는 거의 200년 후 노르망디 상륙작전까지 영국군이 수행한 가장 큰 상륙 작전이 될 것이었다.
1776년 8월 27일의 롱아일랜드 전투에서 영국군은 미군 진지를 측면으로 포위하여 미군을 브루클린 하이츠 요새로 밀어냈다. 하우는 피비린내 나는 정면 공격으로 병사들의 생명을 위태롭게 하고 싶지 않아 포위 공사를 시작했다. 해군은 이스트강을 제대로 봉쇄하지 못했고, 이는 워싱턴 군대의 탈출로를 열어주었다. 워싱턴은 이를 이용하여 경비가 허술한 맨해튼 섬을 통해 야간에 후퇴하는 데 성공했다.
영국군은 이후 맨해튼 섬의 통제권을 공고히 하기 위해 일련의 작전을 수행했으며, 이는 거의 3,000명의 대륙육군 병력을 사로잡는 결과를 낳은 워싱턴 요새 전투에서 절정에 달했다. 맨해튼 정복 후, 하우는 찰스 콘월리스에게 "날씨가 변하기 전에 뉴저지에서 반군을 주요 교전 없이 신속하게 제거하라"고 명령했다.
콘월리스의 군대는 현재의 뉴저지주에서 워싱턴 군대를 몰아냈다. 워싱턴과 대륙육군은 델라웨어강을 건너 현재의 펜실베이니아주로 이동하여 워싱턴은 병력을 재정비하고 보복 공격을 계획하기 시작했다. 여러 선택지를 고려한 후, 워싱턴은 워싱턴의 가장 복잡하고 예상치 못한 군사 작전 중 하나로 판명될 작전을 선택했다. 워싱턴은 델라웨어강을 은밀히 건너기로 결정했다. 그러나 12월 26일 새벽 전, 워싱턴은 다시 뉴저지로 건너가 트렌턴에서 헤센 병사 주둔군을 사로잡았다. 며칠 후, 워싱턴은 애순핑크 크릭에서 콘월리스를 능가하고 1777년 1월 3일 프린스턴의 영국군 전초 기지를 압도했다. 콘월리스는 병력을 재정비하여 다시 워싱턴을 몰아냈지만, 이 패배는 영국군이 너무 과도하게 분산되어 있음을 보여주었고 하우는 뉴저지의 대부분의 전초 기지를 포기했다.
"이 전역 동안 콘월리스 경의 훌륭한 공헌을 아무리 칭찬해도 지나치지 않습니다. 특히 포트 리에서 트렌턴까지 80마일이 넘는 거리를 적을 추격하는 데 보여준 능력과 지휘력은 그의 부대의 열정적인 지원을 받았습니다. 그들은 행군에 방해가 되는 텐트와 무거운 짐을 기꺼이 버렸습니다." —하우 장군, 1776년 12월 20일

### 새러토가, 1777

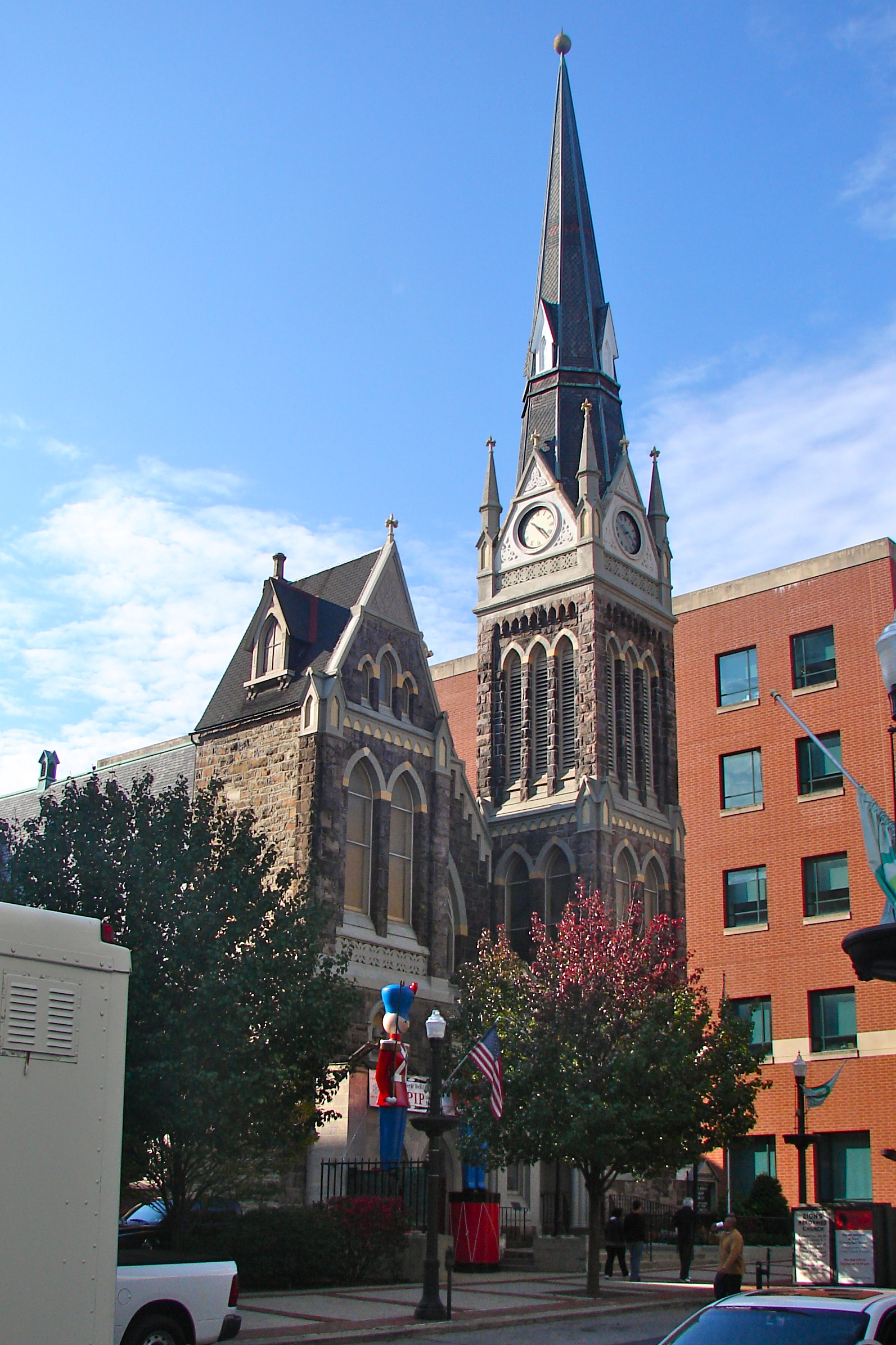
1777년 9월, 필라델피아 전역 중 필라델피아에 대한 영국 육군 공격을 우려한 미국 애국자들은 자유의 종을 현재의 앨런타운 해밀턴 가에 있는 시온 연합 그리스도 교회로 옮겼고, 자유의 종은 영국군이 1778년 6월 필라델피아를 떠날 때까지 9개월 동안 교회 바닥 아래에 성공적으로 숨겨졌다

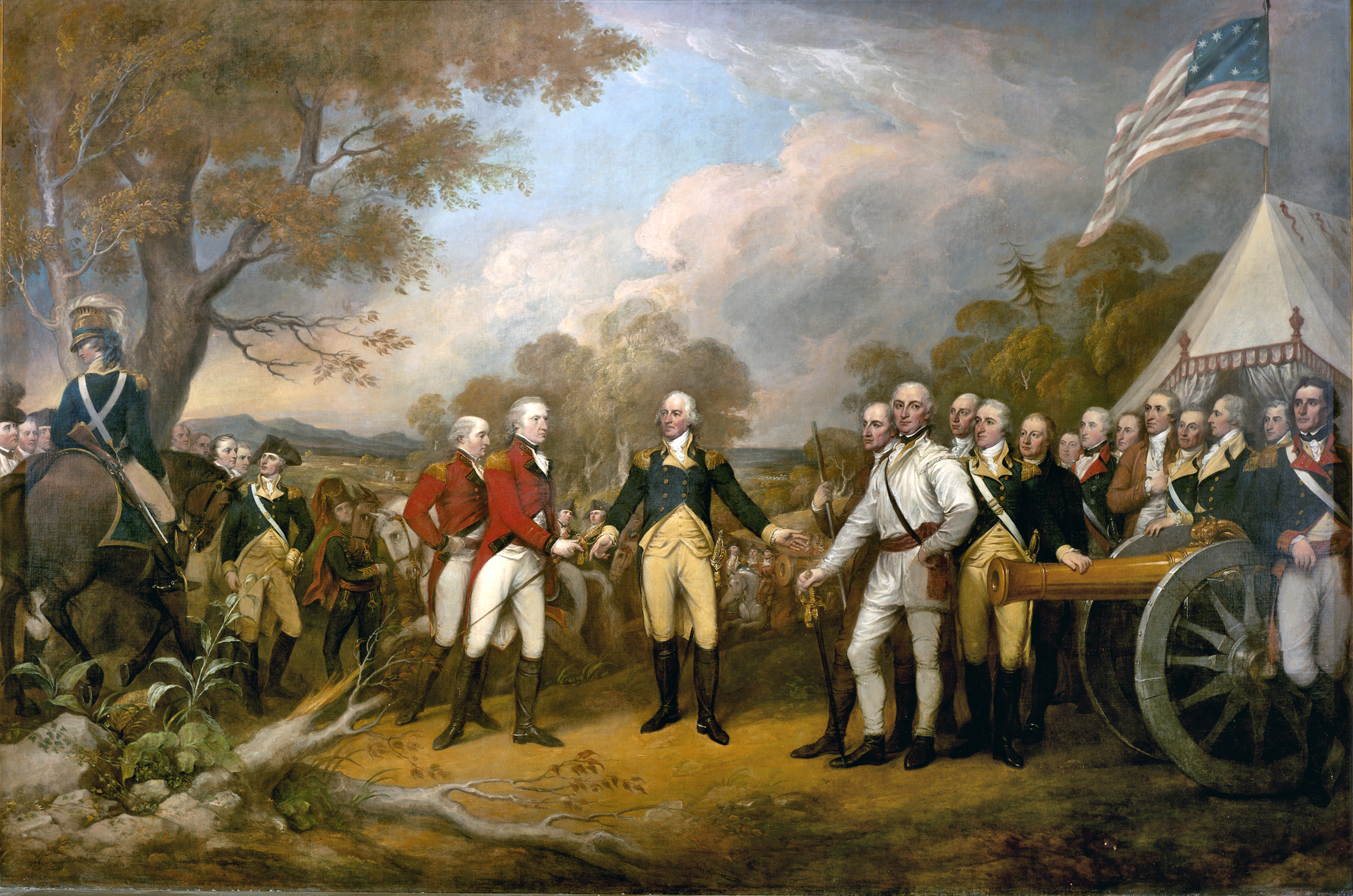
1777년 10월 새러토가에서 존 버고인 장군이 이끄는 군대가 항복하는 모습

뉴욕과 뉴저지 전역이 미국인들을 상대로 결정적인 승리를 거두는 데 실패한 후, 영국군은 급진적으로 새로운 전략을 채택했다. 8,000명의 병력(영국군과 독일군)이 존 버고인 장군의 지휘 아래 북쪽에서 침공하여 올버니를 점령하고, 1,000명의 병력(영국군, 독일군, 인디언, 왕당파, 캐나다인)이 배리 세인트 레저 준장 지휘 아래 침공하며, 세 번째 군대는 하우 장군 지휘 아래 뉴욕에서 지원 전진하는 것이었다. 그러나 좋지 않은 협력과 불분명한 명령으로 인해 계획은 실패했다. 하우는 워싱턴 군대의 위협이 해결되기 전까지는 북부 군대를 지원할 수 없다고 믿었고 대신 필라델피아로 이동했다. 버고인의 작전 초기 단계는 크라운 포인트, 타이컨더로가, 앤 요새를 점령하면서 성공적이었다. 그러나 그의 군대 중 일부는 베닝턴에서 파괴되었다.
프리먼 농장에서 치열한 전투 끝에 승리했지만 막대한 사상자를 낸 후, 버고인은 병사들의 미숙함에 대해 불평했다. 그의 병사들은 너무 성급하고 조준이 부정확했으며, 총검으로 전환하기보다는 너무 오랫동안 사격 자세를 유지했다고 말했다. 전투 후 그는 군대의 재훈련을 명령했다. 버고인은 주도권을 잃고 싶지 않아 즉시 다음 날 아침 게이츠 군대를 공격할 두 번째 공격을 준비했지만, 그의 부관 프레이저 장군은 영국 경보병과 척탄병의 피로한 상태를 알리며 하룻밤 더 쉬고 재공격하는 것이 더 활발하게 이루어질 것이라고 조언했다.
그날 밤, 버고인은 클린턴이 직접 공세를 시작할 것이라는 소식을 들었다. 이 소식은 버고인이 기다리도록 설득했는데, 그는 미국 장군 게이츠가 클린턴에 맞서기 위해 자신의 병력 일부를 투입해야 할 것이라고 믿었기 때문이다. 그러나 게이츠는 계속해서 증원군을 받고 있었다. 버고인은 다음 달 초 미국 진지를 돌파하기 위한 두 번째 시도를 시작했고, 이는 베미스 하이츠에서 버고인 군대가 감당할 수 없는 손실을 입으며 실패했다.
버고인은 결국 자신이 포위되었다는 사실이 분명해지자 항복할 수밖에 없었다. 버고인의 작전 전술은 크게 비판받았다. 그의 병력 구성은 엉성했고, 군대에 포병을 과도하게 실어 (장기 포위를 예상하고) 군대가 어려운 지형을 충분히 빠르게 전진할 수 없었으며, 미국인들에게 그를 막을 압도적인 병력을 모을 시간을 너무 많이 주었다. 이 패배는 프랑스(이미 식민지 개척자들을 비밀리에 지원하고 있던)가 공개적으로 반란을 지원하기로 결정하고 결국 1778년에 영국에 선전포고하는 등 광범위한 결과를 초래했다.
"버고인이 큰 타격을 입었을까 봐 걱정이다... 이번 전역에서 전쟁이 끝나지 않으면, 나는 아메리카에서 영국 지배가 끝날 것이라고 예언한다." —헨리 클린턴 장군, 1777년 7월

### 필라델피아, 1777–1778
버고인이 북쪽에서 침략하는 동안, 하우는 3,500명의 헤센병을 포함한 15,000명의 병력을 이끌고 해상으로 혁명 수도인 필라델피아를 공격했다. 그러나 브랜디와인 전투에서 워싱턴에게 빠르게 측면을 포위당했고, 하우는 어떤 주목할 만한 군사적 이득도 얻지 못했으며, 워싱턴 휘하의 대륙군 병력 대부분은 탈출하는 데 성공했다. 구름의 전투에서 워싱턴과 대륙군 병력과의 결정적이지 않은 소규모 교전 후, 영국 경보병 대대는 파올리 전투에서 기습 공격을 감행하여 접근 시 소리를 최소화하기 위해 머스킷 대신 총검을 사용했다. 이 공격으로 하우에 대한 나머지 모든 저항은 제거되었고, 하우 군대의 나머지는 무사히 필라델피아로 진군했다.
필라델피아 함락은 전쟁을 영국의 이점으로 돌리지 못했고, 버고인의 군대는 뉴욕을 방어하는 책임이 있는 헨리 클린턴 경의 제한적인 지원만 받으며 고립되었다. 하우는 9,000명의 병력과 함께 필라델피아에 주둔했다. 그는 워싱턴 휘하의 대륙군으로부터 맹렬한 공격을 받았지만, 워싱턴은 저먼타운 전투에서 격퇴되었다.
미플린 요새 점령 시도가 실패로 돌아간 후, 하우는 결국 미플린과 머서 요새를 점령했다. 화이트 마쉬 전투에서 워싱턴의 요새를 탐색한 후, 하우는 영국군 겨울 숙영지로 돌아갔고, 불충분한 지원을 받았다고 불평하며 얼마 지나지 않아 지휘권을 사임했다. 이후 지휘권은 클린턴에게 주어졌고, 프랑스가 미국 독립을 지원하기 위해 전쟁에 참전한 후, 클린턴은 남부 필라델피아에서 북부 뉴욕으로 영국군을 철수시키라는 명령을 수행했다. 그는 육로 행군을 통해 이를 수행했으며, 도중에 현재의 뉴저지주에서 몬머스 전투라는 대규모 교전을 치렀다.
" ...나는 하우 장군이 이곳에 집결시킨 부대보다 더 정예한 부대가 존재한다고 생각하지 않는다. 나는 너무 어리고 다른 부대를 너무 적게 보아서 다른 사람들에게 내 말을 믿으라고 요청할 수 없지만, 오랫동안 복무한 나이든 헤센 장교와 영국 장교들은 그들이 질적으로 그런 부대를 본 적이 없다고 말한다..." —뮌히하우젠 대위, 1777년 6월

### 습격 작전, 1778–1779
1778년 8월, 로드아일랜드에서 영국군을 몰아내려는 프랑스-미국 연합군의 시도는 실패했다. 1년 후, 페놉스콧 만에서 영국군을 몰아내려는 미국 원정대도 실패했다. 같은 해 미국인들은 뉴욕 변경 지역에서 미국 원주민을 몰아내기 위한 성공적인 원정을 시작했으며, 야간 습격으로 영국군 전초기지를 점령했다. 이 기간 동안 영국 육군은 보급품을 탈취하고 군사 방어 시설, 전초기지, 창고, 탄약고, 막사, 상점, 주택 등을 파괴하는 일련의 성공적인 습격 작전을 수행했다.

### 남부 식민지, 1780–1781

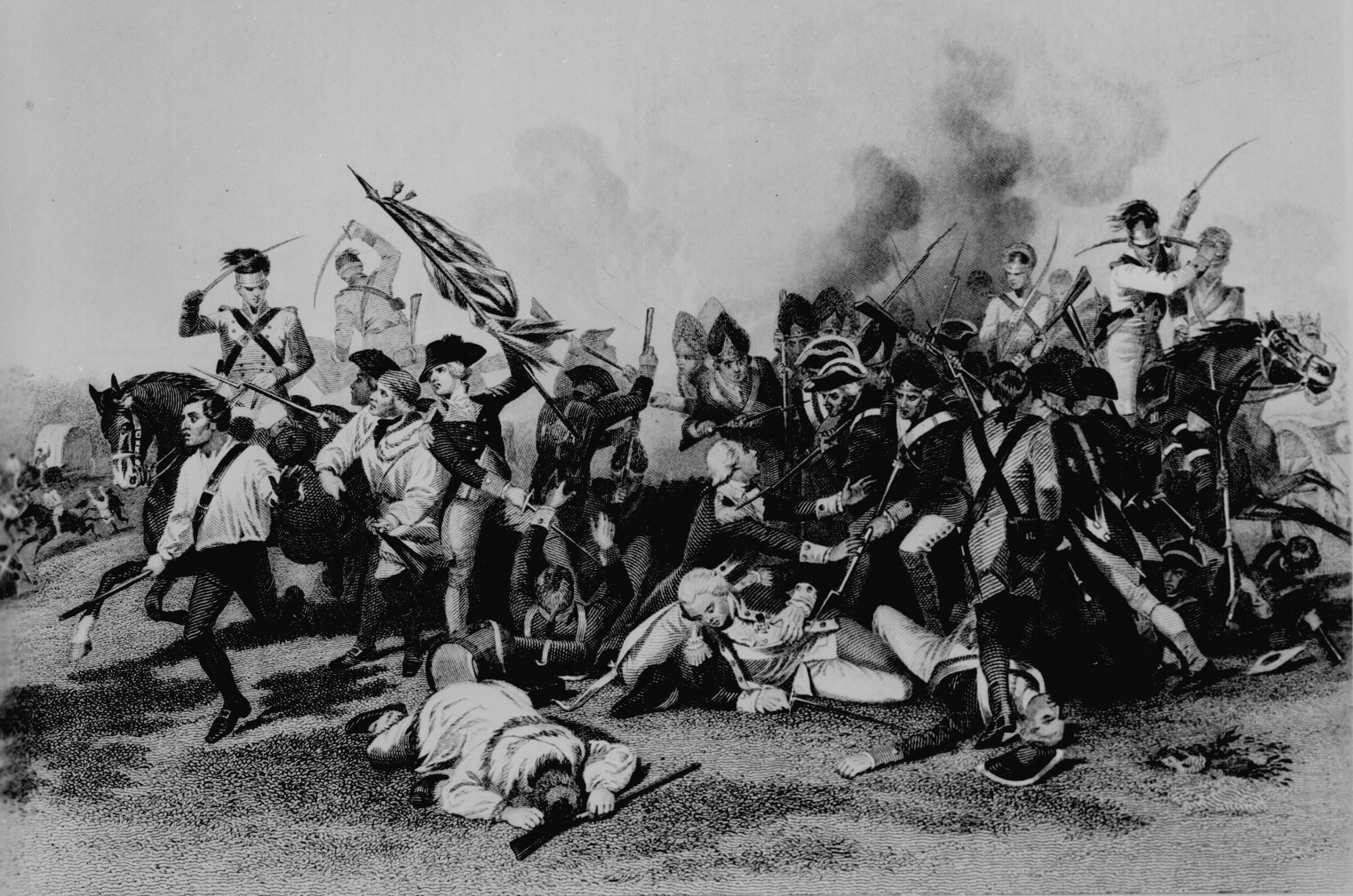
현재의 사우스캐롤라이나 캠던에서 벌어진 캠던 전투에서 요한 드 칼브 장군의 죽음

남부 식민지에서의 첫 번째 주요 영국군 작전은 1776년에 발생했으며, 헨리 클린턴 장군 휘하의 병력이 설리번 섬의 요새를 포위했지만 실패했다.
1778년, 아치볼드 캠벨 중령 휘하의 영국군 3,000명이 서배너를 성공적으로 점령했으며, 조지아 식민지를 영국 통제 하에 두기 위한 작전을 시작했다. 1779년 프랑스-미국 연합군의 서배너 탈환 시도는 실패로 끝났다.
1780년, 영국군의 주요 전략 초점은 남부 식민지로 향했다. 영국 기획자들은 남부 식민지에 상당수의 왕당파가 존재한다고 잘못 확신했다. 이러한 잘못된 가정에 기반하여, 그들은 대규모 왕당파 군대를 조직하여 정규 영국군이 평정한 지역을 점령할 수 있다고 믿었다.
1780년 5월, 헨리 클린턴과 찰스 콘월리스 지휘하의 11,000명의 병력이 찰스턴을 점령하고 대륙군 5,000명을 사로잡았다. 그 직후 클린턴은 뉴욕으로 돌아갔고, 콘월리스는 4,000명 미만의 병력과 남부 식민지의 통제권을 확보하라는 지시를 받았다. 처음에는 콘월리스가 성공하여 캠던 전투에서 압도적인 승리를 거두고 대부분의 저항을 쓸어버렸다. 그러나 보급품 부족과 증가하는 게릴라 활동으로 인해 그의 점령군은 점차 약화되었고, 퍼거슨 소령 휘하의 왕당파 부대가 킹스 마운틴에서 전멸당하면서 대규모 왕당파 지원에 대한 모든 희망은 거의 사라졌다.
1781년 1월, 탈턴의 기병대는 카우펜스 전투에서 전멸되었다. 콘월리스는 이후 너새니얼 그린 휘하의 대륙군을 섬멸하기로 결심했다. 콘월리스는 노스캐롤라이나를 침공했고 수백 마일에 걸친 추격전을 벌였는데, 이는 "댄 강으로의 경주"로 알려졌다. 콘월리스의 황폐해진 군대는 길퍼드코트하우스 전투에서 그린의 군대와 맞섰고, 콘월리스가 승리했지만 막대한 사상자를 입었다. 클린턴으로부터 증원군을 받을 희망이 거의 없자, 콘월리스는 노스캐롤라이나를 벗어나 버지니아주를 침공하기로 결정했다. 한편 그린은 사우스캐롤라이나로 돌아와 그곳의 영국군 전초기지를 공격하기 시작했다.
"반란군이 전멸했다고 말할 때, 그들은 다시 합류하기로 결심하고 흩어졌다고 말하는 것이 진실에 더 부합할 것이다... 그들은 충성 맹세를 하고 우리 가운데 편안하게 살면서 우리의 돈을 고갈시키고, 우리의 병력 수를 파악하고 우리의 의도를 알아낸다." —찰스 오하라 준장, 1781년 3월

### 요크타운, 1781

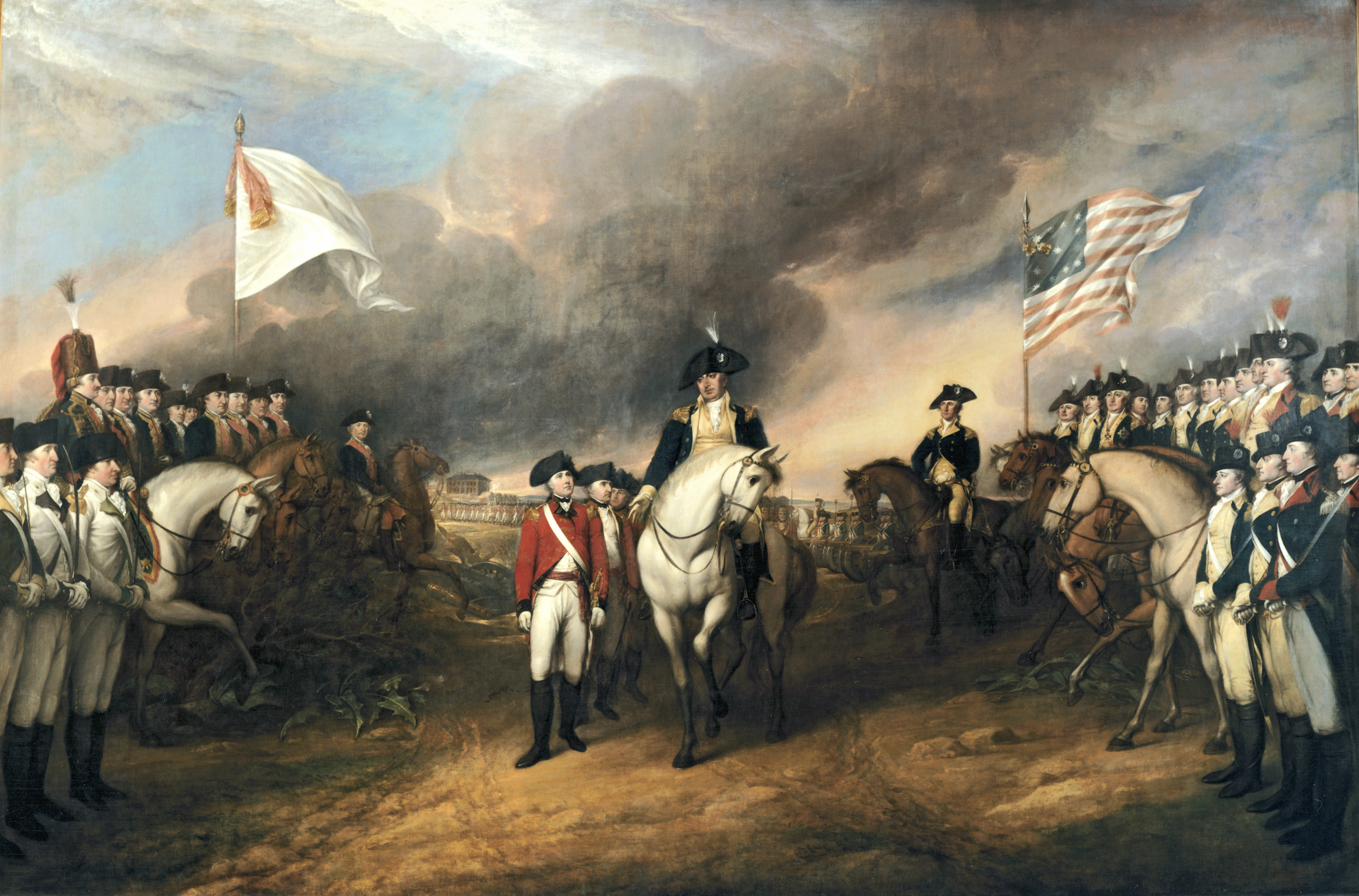
요크타운 전투 이후 콘월리스 장군 군대의 항복

1781년 초, 영국 육군은 버지니아주를 습격하기 시작했다. 변절 후 영국 육군 준장으로 복무하던 전 대륙군 장교 베네딕트 아널드는 윌리엄 필립스와 함께 대륙군 보급 기지를 습격하고 파괴하는 부대를 이끌었다. 그는 나중에 피터스버그를 점령하고 블랜포드에서 소규모 전투를 지휘했다.
영국군이 버지니아에 있다는 소식을 듣고 버지니아의 보급선을 끊지 않으면 노스캐롤라이나를 진압할 수 없다고 판단한 콘월리스는 필립스와 아놀드와 합류하기로 결정했다. 콘월리스의 군대는 체서피크만에서 왕립 해군이 우위를 유지할 수 있다고 믿고 해안을 등지고 요새화하기 전 라파예트의 지휘를 받는 대륙군과의 일련의 교전을 벌였다. 그는 이후 클린턴에게 보급품을 받거나 철수해 줄 것을 요청했다.
증원군은 너무 늦게 도착했고, 9월에 프랑스 함대는 체서피크만에서 콘월리스를 성공적으로 봉쇄했다. 그레이브스 왕립 해군 제독은 뉴욕에 대한 위협이 더 중요하다고 판단하여 철수했다. 콘월리스는 이후 워싱턴과 프랑스 장군 로샹보가 지휘하는 대륙육군에 포위되었다. 수적으로 열세에 처하고 구원이나 탈출의 길이 없었던 콘월리스는 군대를 항복할 수밖에 없었다.
"매우 빨리 나를 구해주지 못한다면, 최악의 소식을 들을 준비를 해야 할 것이다." — 찰스 콘월리스 장군, 1781년 9월 17일

### 서인도 제도, 1778–1783
1776년에 미군은 영국령 나사우 섬을 점령했다. 프랑스가 독립 전쟁에 참전한 후, 여러 방어력이 취약한 영국령 섬들이 빠르게 함락되었다. 1778년 12월, 제임스 그랜트 장군이 지휘하는 베테랑 영국군 부대가 세인트루시아에 상륙하여 성공적으로 섬의 고지를 점령했다. 사흘 후, 프랑스 증원군 9,000명이 상륙하여 영국군 진지를 공격하려 했지만, 큰 사상자를 내고 격퇴되었다. 이러한 승리에도 불구하고, 전쟁 중 다른 여러 영국령 카리브해 섬들이 상실되었다.
1779년 4월 1일, 저메인 경은 그랜트에게 서인도 제도 전역에 소규모 수비대를 설치하라고 지시했다. 그랜트는 이것이 현명하지 못하다고 생각하고 대신 주요 해군 기지를 방어하기 위해 병력을 집중했다. 그는 15 보병연대, 28 보병연대, 제55 보병연대와 1,500명의 포병을 세인트 키츠에 배치했다. 27 보병연대, 35 보병연대, 제49 보병연대와 1,600명의 포병은 세인트루시아를 방어했다. 한편, 앤티가의 왕립 조선소는 40 보병연대와 제60 보병연대의 800명 수비대가 지켰다. 그랜트는 또한 925명의 병사로 함대를 강화했다. 비록 영국은 다른 섬들을 잃었지만, 그의 배치로 인해 1783년 스페인으로부터 바하마 재탈환을 포함하여 전쟁 마지막 해 동안 카리브 제도에서 영국군이 성공을 거둘 수 있었다.

### 동인도 제도, 1778–1783
1778년, 영국군은 인도의 프랑스령을 공격하기 시작하여, 먼저 프랑스 항구인 퐁디셰리를 점령하고 마에 항을 점령했다. 프랑스의 중요한 동맹국인 마이소르의 통치자 하이데르 알리는 1780년에 영국에 선전포고했다. 알리는 80,000명의 병력으로 카르나틱을 침공하여 아르콧의 영국 요새를 포위했다. 포위전을 해제하려는 영국의 시도는 폴릴루르 전투에서 실패로 끝났다. 알리는 요새를 계속 점령했고, 에어 쿠트 장군 휘하의 또 다른 영국군이 포르토 노보에서 마이소르군을 격파했다. 전투는 1783년 영국이 망갈로르를 점령하고 망갈로르 조약이 체결되어 양측의 영토가 전쟁 전 상태로 복원될 때까지 계속되었다.

### 걸프 해안, 1779–1781
1779년부터 스페인 루이지애나 총독 베르나르도 데 갈베스는 영국 서플로리다를 정복하기 위한 성공적인 공세를 이끌었고, 이는 1781년 펜사콜라 포위전으로 절정에 달했다.

### 스페인 중앙아메리카, 1779–1780
영국은 중앙아메리카에서 스페인 영토를 점령하기 위해 두 차례 시도했다. 1779년 산 페르난도 데 오모아 전투와 1780년 산 후안 원정이었다. 두 경우 모두, 초기의 영국군 성공은 열대병으로 인해 좌절되었고, 산 후안 원정에서는 2,500명이 사망하여 전쟁 중 영국군 사망자 수가 가장 많았다.
스페인군은 카리브해 연안의 영국인 정착지를 반복적으로 공격했지만, 그들을 몰아내는 데 실패했다. 그러나 에드워드 데스파드 휘하의 영국군은 1782년 8월 블랙 강 정착지를 탈환하는 데 성공했으며, 스페인군 전체가 항복했다.

### 유럽, 1779–1783

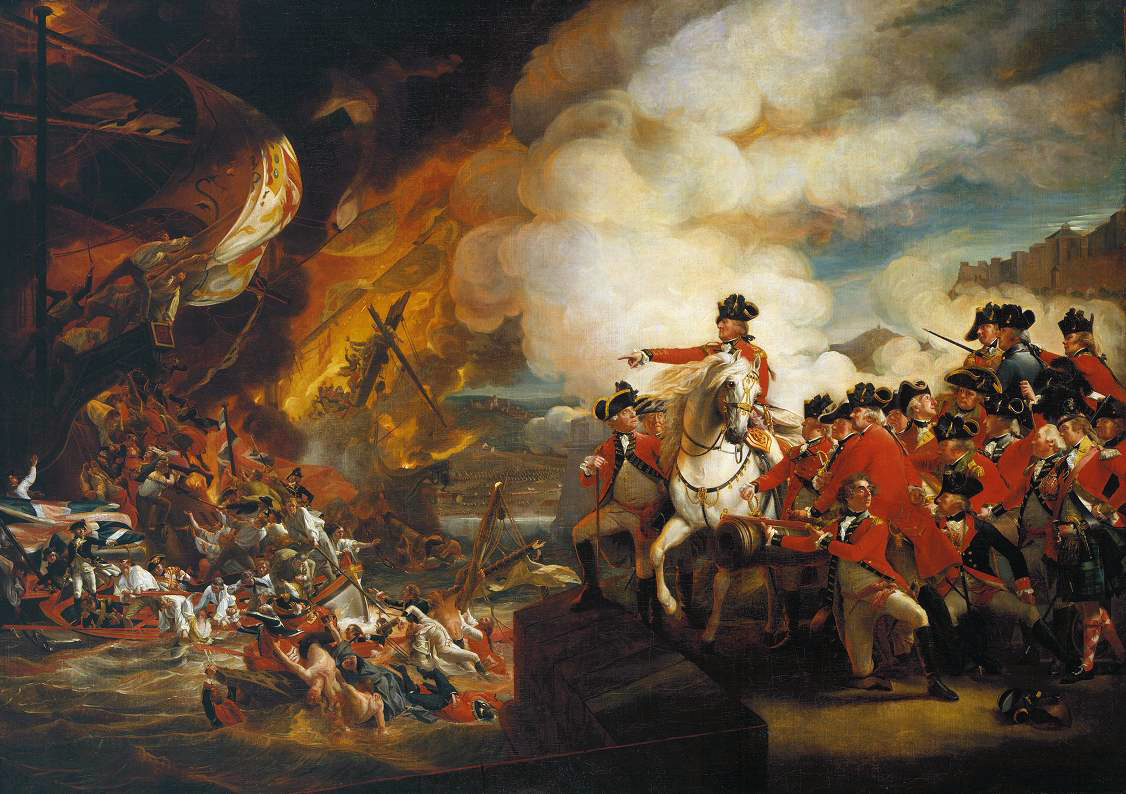
지브롤터 대포위에서 부유 포대 함대의 패배

유럽은 전쟁 전체에서 가장 큰 세 번의 교전이 벌어진 무대였다. 프랑스군과 스페인군이 합쳐져 1779년 처음으로 영국을 침공하려 했으나 불운과 미흡한 계획으로 실패했다. 그들은 1781년 미노르카를 점령하는 데 성공했지만, 가장 큰 교전은 1783년에 벌어진 지브롤터 점령 시도로, 10만 명이 넘는 병사, 수병, 해병대원, 수백 문의 대포와 함선이 동원되었다.
1782년 9월, 포위된 지브롤터 수비대에 대한 대규모 공격이 있었는데, 이는 6만 명이 넘는 병사, 수병, 해병대원이 참여한 전쟁 최대 규모의 단일 전투였다. 프랑스는 또한 1779년 1779년과 1781년 1781년 두 차례 영국 채널 섬 저지섬을 점령하려 시도했지만 실패했다.

## 파리 조약 이후 (1783년~1788년)
파리 조약 이후, 영국 육군은 13개 식민지의 나머지 주둔지에서 철수하기 시작했다. 1783년 8월 중순, 가이 칼튼 장군은 뉴욕 철수를 시작하여 제2차 대륙회의 의장에게 난민, 해방 노예, 군인을 철수시키고 있다고 통보했다. 29,000명 이상의 왕당파 난민이 도시에서 철수되었다.
북부의 많은 사람들은 노바스코샤주, 영국령 동플로리다, 카리브 제도 및 런던으로 재배치되었다. 뉴욕시에서 철수한 왕당파 난민은 29,000명에 달했으며, 3,000명 이상의 흑인 왕당파도 포함되었다. 남부의 많은 사람들은 처음에는 영국령 플로리다로 이주했는데, 여기에는 조지아 출신 백인 2,000명과 흑인 4,000명이 포함되었다. 노바스코샤와 캐나다, 자메이카, 런던의 흑인 빈민 출신 흑인 왕당파의 추가 재정착은 서아프리카의 영국 식민지 시에라리온의 설립자가 되었다.
영국 육군은 평시에 다시 대폭 축소되었다. 사기와 훈련은 극도로 나빠졌고, 모든 계급의 병력 수가 감소했다. 프랑스 혁명 전쟁이 1793년에 다시 시작되었을 때, 총 병력은 40,000명이었다. 무위도식하는 동안 군대는 다시 부패와 비효율로 가득 찼다.
많은 영국 장교들은 총기의 우수성과 화력 전면을 확대하는 대형에 대한 믿음을 가지고 아메리카에서 돌아왔다. 그러나 아메리카에서 복무하지 않은 장교들은 아메리카에서 만연했던 비정규적이고 느슨한 전투 방식이 미래의 유럽 강대국과의 전투에 적합한지 의문을 제기했다.
1788년, 영국 육군은 아메리카에서 복무하지 않은 장교인 데이비드 던다스 장군에 의해 개혁되었다. 던다스는 군대에서 채택된 많은 훈련 매뉴얼을 저술했는데, 그 중 첫 번째는 '군사 운동 원리'였다.
그는 영국군이 북아메리카에서 의존했던 경보병과 측면 대대를 무시하기로 선택했다. 대신, 1784년 실레지아에서 프로이센 육군의 기동을 목격한 후, 그는 훈련된 중보병 대대를 추진했다. 그는 또한 훈련의 통일성을 추진하여, 연대장들이 자신의 연대를 위한 자체 훈련 시스템을 개발할 수 있는 능력을 없앴다.
프로이센에서 같은 기동을 목격한 경험이 풍부한 미국 장교 찰스 콘월리스는 경멸적으로 이렇게 썼다. "그들의 기동은 영국 최악의 장군이 연습하면 야유를 받을 만한 것이었다. 두 줄이 6야드 이내로 접근하여 탄약이 떨어질 때까지 사격했는데, 이보다 더 우스꽝스러운 것은 없었다." 미국 독립 전쟁의 전술적 교훈을 공식적으로 흡수하지 못한 것은 프랑스 혁명 전쟁 초기 영국군이 겪었던 어려움에 기여했다.

## 같이 보기
- 영국 육군 역사
- 미국 독립 전쟁의 영국군 부대 목록
- 영국 육군 연대표

## 내용주
1. ↑  새러토가에서의 패배 이후, 의회는 현상금을 3파운드로 두 배로 늘리고,[12] 이듬해 다시 3파운드 3실링으로 인상했으며, 연령 제한을 17~45세에서 16~50세로 확대했다.[13]
2. ↑  하급 장교들은 부유한 장교들이 고위직을 차지하는 것을 "소비용 자두"로 간주하는 경우가 많았다.[28]
3. ↑  왕실 권위는 1711년부터 이러한 관행을 금지했지만, 유아들이 임명직을 가질 수 있도록 여전히 허용되었다. 어린 소년들은 종종 사망한 부유한 장교들의 고아였으며, 학업을 중단하고 연대 내에서 책임 있는 위치에 배치되었다.[30]
4. ↑  처음에는 조지아에서 백인 400명만이 자메이카로 재배치되었고, 흑인 5,000명도 함께였다.

## 더 읽어보기
- Andrews, Charles McLean (1912). 《Guide to the materials for American history, to 1783, in the Public Record Office of Great Britain》. Washington, D.C. : Carnegie Institution of Washington.
- Armatys, John; Cordery, Robert George (2005). “The Purchase of Officers' Commissions in the British Army”. Colonial Wargames. 2012년 7월 28일에 원본 문서에서 보존된 문서. 2017년 6월 10일에 확인함.
- Atwood, Rodney (2002). 《The Hessians》. Cambridge University Press. ISBN 0521-5263-7X.
- Barnes, Major R.M. (1972). 《A History of the Regiments & Uniforms of the British Army》. London: Sphere Books.
- Belcher, Henry (1911). 《The first American Civil War, first period 1775–1778》 1. London, MacMillan.
- Black, Jeremy. "Could the British Have Won the American War of Independence?."  Journal of the Society for Army Historical Research. (Fall 1996), Vol. 74 Issue 299, pp 145–154. online video lecture given at Ohio State in 2006; requires Real Player
- Black, Jeremy. War for America: The Fight for Independence 1775-1783 (2001).
- Boatner, Mark M (1994). 《Encyclopedia of the American Revolution》. Mechanicsburg: Stackpole Books. ISBN 0-8117-0578-1.
- Bonk, David (2009). 《Trenton and Princeton 1776-77: Washington Crosses the Delaware》. Oxford: Osprey Publishing. ISBN 978-18-460-3350-6.
- Bowler, P. Arthur. Logistics and the Failure of the British Army in America, 1775-1783. Princeton: Princeton University Press 1975.
- Brumwell, Stephen (2006). 《Paths of Glory: The Life and Death of General James Wolfe》. Hambledon Continuum. ISBN 1852855533.
- Burgoyne, John (1860).  O'Callaghan, E. B., 편집. 《Orderly book of Lieut. Gen. John Burgoyne, from his entry into the state of New York until his surrender at Saratoga, 16th Oct. 1777》. Albany, N.Y., J. Munsell.
- Cashin, Edward J. (2005년 3월 26일). “Revolutionary War in Georgia”. 《New Georgia Encyclopedia》. 2020년 9월 21일에 확인함. Revolution & Early Republic, 1775-1800
- Chandler, David (2003). 《The Oxford History of the British Army》. Oxford Paperbacks. ISBN 01-9280-31-15.
- Clayton, Anthony (2007). 《The British Officer: Leading the Army from 1660 to the Present》. Routledge. ISBN 978-1781592878.
- Chichester, Henry Manners. 〈Howe, William (1729-1814)〉.   Lee, Sidney. 《영국인명사전》 28. 런던: Smith, Elder & Co. 102-105쪽.
- Clode, Charles M. (1869). 《The military forces of the crown; their administration and government》 2. London, J. Murray.
- Conway, Stephen,(1995) The War of American Independence. London: Edward Arnold.
- Conway, Stephen. (2013) "The British Navy and the War of Independence" in The Oxford Handbook of the American Revolution. New York: Oxford University Press.
- Curtis, Edward E. The Organization of the British Army in the American Revolution (Yale U.P. 1926) online
- Cusick, Ray (2013). 《Wellington's Rifles: The Origins, Development and Battles of the Rifle ...》. Oxford. ISBN 9781781592878.
- P. Davis, Robert (1999). 《Where a Man Can Go: Major General William Phillips, British Royal Artillery ...》. London: Praeger. ISBN 03-1331-020-3.
- Duncan, Francis (1879). 《History of the Royal Regiment of Artillery》. London: John Murray.
- Fischer, David (2006). 《Washington's Crossing》. New York: Oxford. ISBN 01-951-815-9X.
- Fortescue, John (1902). 《A History of the British Army: Volume III》. Oxford.
- Frey, Sylvia R. (1981) The British Soldier in America: A Social History of Military Life in the Revolutionary Period. Austin: University of Texas Press.
- Funcken, Liliane (1977). 《British Infantry Uniforms: From Marlborough to Wellington》. London: Wardlock. ISBN 07-063-5181-9.
- Griffith, Samuel B. (2002). 《The War for American Independence: From 1760 to the Surrender at Yorktown in ...》. University of Illinois Press. ISBN 025-20-70-607.
- Gruber, Ira D. (1972) The Howe Brothers and the America Revolution. Chapel Hill: University of North Carolina Press.
- Hagist, Don N. (Winter 2011). 《Unpublished Writings of Roger Lamb, Soldier of the American War of Independence》. 《Journal of the Society for Army Historical Research》 89 (Society for Army Historical Research). 280–290쪽. JSTOR 44232931.
- Hagist, Donald N (2012). 《British Soldiers, American War: Voices of the American Revolution》. Pennsylvania: Westholme Publishing. ISBN 978-15-941-616-74.
- Harrington, Peter. "Portraying Maneuvers and Mock Battles". MHQ: The Quarterly Journal of Military History 19, no. 3 (Spring 2007)ISSN 1040-5992
- Holmes, Richard (2002). 《Redcoat: The British Soldier in the Age of Horse and Musket》. London: Harper Collins. ISBN 0-00653-1520.
- Houlding, J.A. (1981) Fit for Service: The Training of the British Army, 1715-1795. Oxford: Clarendon Press.
- Jaques, Tony (2007). 《Dictionary of Battles and Sieges: A Guide to 8,500 Battles from Antiquity Through the Twenty-first Century》. Boston: Greenwood Publishing Group. ISBN 978-0-313-33536-5.
- Johnston, Henry Phelps (1881). 《The Yorktown Campaign and the Surrender of Cornwallis, 1781》. New York: Harper & Bros. 34쪽. OCLC 426009.
- —— (1997). 《Saratoga: Turning Point of America's Revolutionary War》. Macmillan. ISBN 978-0-8050-4681-6.
- Ketchum, Richard M (2004). 《Victory at Yorktown: the campaign that won the Revolution》. New York: Henry Holt. ISBN 978-0-8050-7396-6. OCLC 54461977.
- Ketchum, Richard (1999). 《The Winter Soldiers: The Battles for Trenton and Princeton》. Holt Paperbacks; 1st Owl books ed edition. ISBN 0-8050-6098-7.
- Ketchum, Richard M (1997). 《Saratoga: Turning Point of America's Revolutionary War》. New York: Henry Holt. ISBN 978-0-8050-6123-9. OCLC 41397623.
- Howe, William Howe, Viscount (1890). 《General Sir William Howe's Orderly Book at Charlestown, Boston and Halifax, June 1775 to 1776 26 May》. B.F. Stevens. 2020년 9월 21일에 확인함.
- Lanning, Michael Lee (2005). 《African Americans in the Revolutionary War》. Citadel. ISBN 978-0806527161.
- Luzader, John (2010). 《SARATOGA: A Military History of the Decisive Campaign of the American Revolution》. New York: Oxford. ISBN 978-1-9327-148-52.
- Mackesy, Piers.  The War for America, 1775-1783. Lincoln: University of Nebraska Press 1992. First published 1964. ISBN 9780803281929
- McGuffie, Tom Henderson. The siege of Gibraltar, 1779-1783 (Dufour Editions, 1965).
- Nolan, Cathal J (2008). 《Wars of the Age of Louis XIV, 1650-1715》. Greenwood Press. ISBN 978-03-1333-046-9.
- O'Shaughnessy, Andrew (2013). 《The men who lost America》. London: Oneworld. ISBN 978-1-78074-246-5.
- Plant, David (2007년 4월 26일). “The New Model Army”. 《BCW Project》. 2020년 9월 21일에 확인함. British Civil Wars, Commonwealth & Protectorate 1638-1660
- Reid, Stuart (1997). 《British Redcoat 1740-93》. Osprey Publishing. ISBN 18-55325-54-3.
- Reid, Stuart (1995). 《King George's Army 1740-1793》. Osprey Publishing. ISBN 18-55325-15-2.
- Reid, Stuart (2002). 《Redcoat Officer 1740-1815》. Osprey Publishing. ISBN 18-41763-79-9.
- Riedesel, Friederike Charlotte Luise (1827). 《Letters and Memoirs relating to the war of American Independence, and the capture of the German troops at Saratoga》. New York: G. & C. Carvill. 2020년 9월 21일에 확인함. archived at Harvard University Library Viewer online
- Schecter, Barnet (October 2002). 《The Battle for New York: The City at the Heart of the American Revolution》. University of Oklahoma Press. ISBN 0-8027-1374-2.
- Spring, Matthew H (2008). 《With Zeal and with Bayonets Only: The British Army on Campaign in North America, 1775-1783》. University of Oklahoma Press. ISBN 978-0-806-141-527.
- Stedman, Charles (1794). 《The history of the origin, progress, and termination of the American war》 1. Dublin : Printed for Messrs. P. Wogan, P. Byrne, J. Moore, and W. Jones.
- Swisher, James (2007). 《The Revolutionary War in the Southern Backcountry》. Pelican Publishing. ISBN 978-15-898-0503-3.
- Wheeler, Owen (1914). 《The War Office Past and Present》. London: Methuen & Co.
- Wickwire, Franklin (1970). 《Cornwallis, The American Adventure》. Boston: Pelican Publishing.
- Wilson, David K. (2005) The Southern Strategy: Britain's Conquest of South Carolina and Georgia, 1775-1780. Columbia: University of South Carolina Press.